# قشقایی

منطقه کوچ ایل قشقایی در ایران، ییلاق آنها با رنگ سبز و قشلاق آنها با رنگ بنفش مشخص شده است

قشقایی یا ایل قشقایی یکی از اتحادیه‌های ایلی ایران است که مانند بسیاری از اتحادیه‌های ایلی متأخر ایران مخلوطی از قبیله‌هایی با ریشه‌های قومی گوناگون ترک، لر، کرد و عرب است، اما بیشتر قشقایی‌ها ریشه‌ای ترک دارند و تقریباً اکثریتشان به جز کُرُشی‌ها، به گویشی از زبان‌های ترکی اغوز غربی صحبت می‌کنند که خود آن را ترکی می‌نامند. اکثریت قشقایی‌ها شیعه‌مذهب هستند.
مرکز اصلی این ایل استان فارس است. اما به دلیل وسعت اراضی و قلمرو در دیگر استان‌ها نیز ساکن هستند. از این جمله می‌توان به استان‌های کهگیلویه وبویراحمد (گچساران)، چهارمحال و بختیاری (بروجن، سامان، کیان، جونقان، بلداجی، طاقانک، بارده، هرچگان)، خوزستان (هفتکل) و (زیدون)، اصفهان (شهرضا، قسمتهایی از سمیرم، دهاقان، فریدن و لنجان) و بوشهر (دشتستان و دشتی) یزد (ابرکوه) اشاره نمود. قشقایی‌ها در دوره‌های مختلف به‌تدریج به این سرزمین کوچیده و در آن ساکن شده‌اند.

## ریشه‌شناسی نام
تردیدها در ریشه‌شناسی نام قشقایی زیاداست. قابل‌قبول‌ترین نظر در این‌باره نظری است که نخستین بار توسط واسیلی بارتلد داده‌شده است. به نظر بارتلد، نام قشقایی از واژه ترکی قشقا به معنی «اسب پیشانی سفید» آمده است. نظر دیگری هم هست که نخستین بار توسط حسن فسایی در فارسنامه ناصری مطرح شده است. طبق نظر فسایی نام قشقایی از واژه ترکی قاچماق به معنی «فراری» آمده است.

## خاستگاه
قشقایی‌ها عموماً بر این باورند که اجدادشان به عنوان قراولان لشکر هلاکوخان و تیمور از ترکستان به ایران آمده‌اند. در حالی که ورودشان در زمان مهاجرت‌های بزرگ قبیله‌ای قرن یازدهم میلادی محتمل‌تر است. قشقایی‌ها در واقع جزء فلات بزرگ ایران بودند که بنا به نیاز زمانه برای یافتن مراتع بهتر به جنوب ایران کوچ کرده‌اند. همه گمانه‌ها در این که ایشان پیش از ورودشان به فارس، مدتی در شمال غربی ایران حضور داشته‌اند متفق‌اند. تا همین اواخر قبیله‌ای با نام مغانلو در میان قشقایی‌ها حضور داشته، که مسلماً نام خود را از دشت مغان در شمال اردبیل گرفته بوده است. همچنین احتمال داده می‌شود که طوایف آق قویونلو، قراقویونلو، بیگدلی و موصلو گذشته‌شان به شمال غرب ایران مربوط باشد. غیر از این قشقایی‌ها غالباً اردبیل را به عنوان سرزمین گذشته‌شان معرفی می‌کنند. به نظر می‌رسد، در یک دوره ارتباط نزدیکی میان خلج‌ها و قشقایی‌ها وجود داشته است. برخی نویسنده‌ها از جمله حسن فسایی، تا آنجا رفته‌اند که قشقایی‌ها را شاخه‌ای از خلج‌ها دانسته‌اند. مینورسکی معتقد است که مهاجرت خلج‌ها به فارس و ترکیب شدنشان با قشقایی‌ها این فرضیه را ایجاد کرده است. بقایای خلج‌ها در میان قشقایی‌ها قابل تشخیص هستند. غیر از آن خلج‌های یکجانشینی در فلات دهبید موجود اند که گمان می‌رود زمانی که هنوز زندگی عشایری داشته‌اند جزوی از ایل قشقایی بوده‌اند. نام طوایف قشقایی نشان می‌دهد که غیر از خلج‌ها، گروهی از طوایف افشار، بیات، قاجار، قراگوزلو، شاملو و ایگدر نیز به این اتحادیه ایلی پیوسته‌اند.
روزنامه چاپ تهران قانون در اینباره می‌نویسد: برخلاف تمرکز پان‌ترک‌ها بر نژاد ترک، قشقایی‌ها یک قوم خالص ترک‌نژاد نیستند. با اینکه گروه‌های تشکیل‌دهنده قشقایی ترک‌زبان هستند از گروه‌های قومی کوچک دیگری از ترک، کرد، لر، بختیاری، عرب و غیره در یک پروسه تاریخی به قشقایی پیوسته‌اند. در واقع تنها بخش کوچکی از تیره‌های تشکیل‌دهنده طوایف قشقایی نیای غیر ترک دارند.

## تاریخچه
روسای قشقایی‌ها همواره به طایفه شاهیلو از طایفه عمله قشقایی تعلق داشته‌اند. نخستین رئیس شناخته شده ایل، امیر غازی شاهیلو، در قرن شانزدهم می‌زیسته و مقبره‌اش در روستای درویش از توابع گندمان است. ظاهراً مرد مقدسی بوده به همین خاطر مردم به زیارت قبرش می‌روند. بنا به افسانه‌ها او شاه اسماعیل صفوی را در تثبیت مذهب تشیع در ایران یاری نموده. با این حال تنها در آغاز قرن هجدهم میلادی است که نقش قابل توجه قشقایی‌ها در تاریخ فارس آغاز می‌شود. در آن زمان ریاست قشقایی‌ها بر عهده شخصی به نام جان محمد آقا بوده که بیشتر با نام جانی آقا شناخته می‌شود. بنا به افسانه‌ها، فرزندان جانی آقا، اسماعیل خان (رئیس بعدی ایل) و حسن خان نقش مؤثری در فتح هندوستان توسط نادرشاه داشته‌اند. اما حقیقت این است که آن‌ها مورد خشم خان افشار قرار می‌گیرند و نادر اسماعیل خان را کور می‌کند و حسن خان را می‌کشد. در ادامه قشقایی‌ها مجبور به کوچ به دره گز، کلات نادری و سرخس در خراسان می‌شوند.

### دوران زندیه

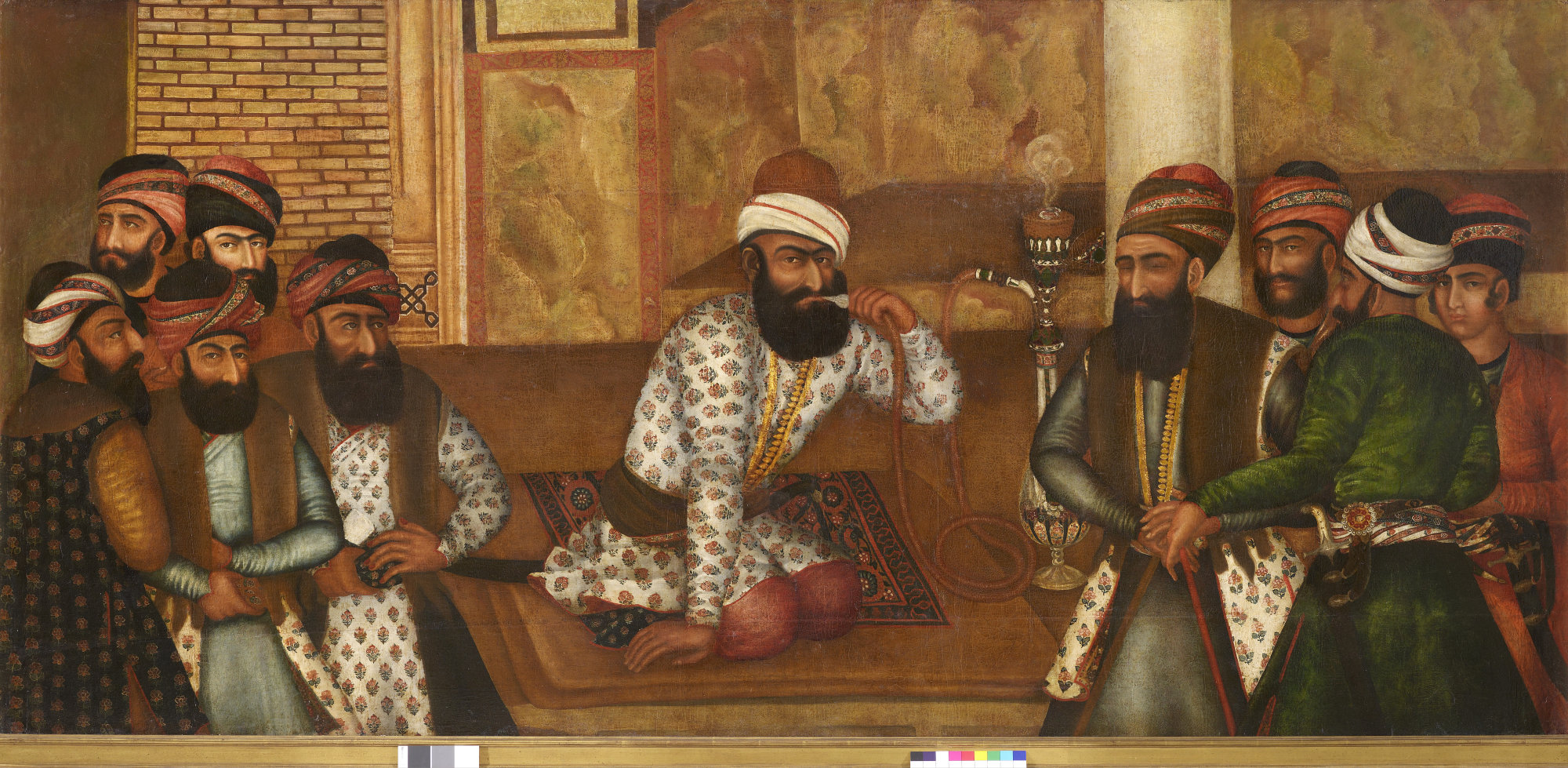
نقاشی کریم‌خان زند، برخی بر این گمانند که شخص نابینا ایستاده در کنار وی اسماعیل‌خان است

زمانی که کریم خان زند بر اصفهان حکم می‌راند، اسماعیل خان در نامه‌ای از او درخواست کرد که بگذارد که ایلش به فارس بازگردد. کریم خان به این درخواست پاسخ مثبت داد و قشقایی‌ها این امکان را یافتند که به فارس بازگردند. بعدها اسماعیل خان به یکی از معتمدین وی تبدیل شد. برخی بر این گمانند که شخص نابینا ایستاده در کنار کریم خان، در یکی از تابلوهای متعلق به آن دوران که در موزه بریتانیا نگهداری می‌شود اسماعیل خان است.
در دوران آشوبناک پس از مرگ کریم خان، اسماعیل خان به خاطر ارتباط نزدیکی که با زکی خان داشت ادعای فرمانداری فارس را کرد اما پس از کشته شدن زکی خان توسط جانشینش علیمراد خان زند اعدام شد. تنها فرزند اسماعیل خان جان محمد خان، که به جانی خان مشهور بود پس از او به ریاست رسید و از جعفرخان زند پشتیبانی کرد. در ۱۷۷۸ میلادی، آقامحمدخان قاجار علیه قشقایی به گندمان لشکرکشی کرد، اما قشقایی‌ها که از این امر آگاه شده بودند به کوه‌ها پناه بردند و نجات یافتند. پس از ترور جعفرخان، جانی خان از فرزند او لطفعلی خان پشتیبانی کرد.

### دوران قاجار
با شکست لطفعلی خان از آقا محمد خان و تأسیس سلطنت قاجار، جانی خان و اقوامش به کوه‌های زاگرس پناه بردند، جایی که ایشان تا مرگ آقامحمد خان در آن پنهان بودند. آقا محمد خان انتقامش را از ایل قشقایی با فرستادن قسمتی از ایل به شمال ایران گرفت، از سوی دیگر در همان دوران بسیاری از طوایف لر و کردی که به همراه کریم خان زند به فارس آمده بودند به ایل قشقایی پیوستند و همین سبب افزایش قابل ملاحظه جمعیت ایل شد.
در ۱۸۱۸ جانی خان مقام ایلخانی را به دست آورد، فسایی مدعی است که این اولین بار است که از این عنوان در فارس استفاده شده است. پس از آن تمامی رؤسای بعدی قشقایی‌ها این عنوان را یدک می‌کشیدند. پس از جانی خان، فرزند ارشدش محمدعلی خان جانشین وی شد. با اینکه محمدعلی خان همواره مریض بود و بیشتر از باغ ارم شیراز ایل را رهبری می‌نمود، قدرت خارق‌العاده به دست آورد. نه تنها قشقایی‌ها بلکه دیگر ایل‌های مهم فارس از جلمه بهارلو، آینالو و نفر نیز تحت اقتدار او بودند. او همچنین روابط خوبی با قاجارها برقرار کرد، با دختر حسین‌علی‌میرزا فرمانفرما حاکم فارس ازدواج کرد و همچنین تصمیم داشت که یکی از دختران محمد شاه قاجار را به ازدواج یکی از پسرانش درآورد. اما در نهایت به تهران فراخوانده شد و مجبور به اقامت در دربار شد.
محمدعلی خان در اوایل سلطنت ناصرالدین شاه به شیراز بازگشت و سه سال بعد درگذشت و برادرش، محمد قلی خان، که البته قدرتش به خاطر ثبات دولت مرکزی محدودتر بود، جانشین وی شد. در ۱۸۵۰ میلادی پنج محله نعمتی شیراز به ضدیت با خانواده حاج ابراهیم کلانتر که قدرت آنها در پنج محله نعمتی نهفته بود برخاستند و با قشقایی‌ها متحد شدند. هم‌زمان بختیاری‌ها و بویر احمدی‌ها به خاطر درگیری‌های داخلی از مقابله با قشقایی‌ها بازماندند و می‌رفت که قشقایی‌ها قدرت برتر فارس شوند. قاجاریان که بیمناک شده بودند به پسر بزرگ حاج ابراهیم کلانتر، علی محمد خان عنوان قوام الملکی دادند و وی را حکمران فارس کردند و همچنین پنج ایل باصری، عرب، نفر، بهارلو و اینانلو را با عنوان خمسه متحد کردند و ایلخانی‌اش را به قوام دادند تا مقابل قشقایی‌ها بایستند. با مرگ محمدقلی خان پسر دائم‌الخمرش سلطان محمد جای وی را گرفت. در دوران ریاست ضعیف او ایل با بزرگ‌ترین بحرانش، قحطی ۱۸۷۰ روبرو شد. با اینکه وی تا زمان مرگش عنوان ایلخانی را حفظ کرد اما عملاً کاره‌ای نبود و خان‌های سطح پایین‌تر قدرت را در دست داشتن و این آغازی شد بر از هم پاشیدگی ایل. به علاوه حدود ۵۰۰۰ خانوار قشقایی به ایل بختیاری پیوستند، به همین تعداد جذب ایلات خمسه شدند و حدود ۴۰۰۰ نفر نیز در روستاهای مختلف یکجانشین شدند.
تنها زمانی که اسماعیل خان صولت الدوله در ۱۹۰۴ ایلخان شد، قشقایی‌ها دوباره قدرت و همبستگی پیشینشان را به دست آوردند. در این دوران ایران توسط مظفرالدین شاه که بسیار بیمار بود اداره می‌شد و قدرت دولت مرکزی به‌طور پیوسته در حال کاهش بود. در شیراز صولت الدوله کنترل بیشتر سرزمین‌های عشایری را به دست داشت، در حالی که رقیبش قوام قدرتش را در شیراز حفظ کرده بود.

### دوران مشروطه

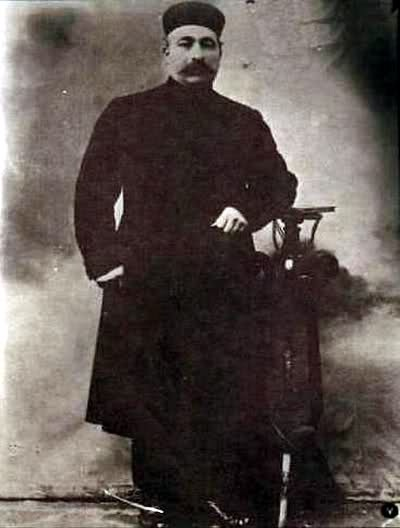
اسماعیل خان قشقایی معروف به صولت الدوله

در انقلاب مشروطه فارس تبدیل به عرصه آشوب بی‌سابقه دو گروه رقیب، برای تسلط به آن شده بود. در آغاز، در پی حمایت خاندان قوام از سلطنت طلبان، قشقایی‌ها در صف حامیان مشروطه درآمدند. بعدتر که بختیاری‌ها بر تهران تسلط پیدا کردند و قوام در کنار آن‌ها قرار گرفت، صولت الدوله اتحادی ضد بختیاری و ضد قوامی با شیخ خزعل و سردار اشرف والی پشت کوه برقرار کرد که به اتحاد جنوب معروف شد.
جنگ داخلی در فارس با شدتی بیشتر درگرفت زیرا بریتانیا نیز در آن دخالت می‌کرد. بریتانیایی‌ها که انحصار نفت را در خوزستان در دست داشتند از اتحاد جنوب احساس خطر می‌کردند. آن‌ها همچنین از راهزنی‌های بسیار و عوارض زیادی که نیروهای عشایری در جاده بوشهر-شیراز (که شریان اصلی تجارت بریتانیا در ایران بود) طلب می‌کردند بیمناک شده بودند. چون این راه از میان زمین‌های قشقایی‌ها می‌گذشت بازرگانان بریتانیایی صولت الدوله را مقصر می‌دانستند. از همین رو کنسولگری بریتانیا در شیراز به یکی از کانون‌های هوادار قوام در شیراز تبدیل شد. در ژوئیه ۱۹۱۱ زمانی که نیروهای قشقایی همراه نیروهای فرماندار هوادار قشقایی، ناظم السلطنه، به‌طور ناگهانی به مواضع قوام در تمام شهر یورش بردند، آشفتگی در فارس به اوج خود رسید. در جنگ جهانی اول، فارس بار دیگر به آشفته بازار تبدیل شد. زمانی که انور پاشا اعلام جهاد کرد، عثمانی‌ها و آلمانی‌ها بر این باور بودند که مسلمانان از شمال آفریقا تا شمال هندوستان علیه متفقین قیام خواهند کرد و ایران و افغانستان بی‌طرف مجبور به طرفداری از ایشان خواهند شد. آلمانی‌ها در نظر داشتند که عوامل گسترده‌ای را به این دو کشور بفرستند، اما زمانی که طرح آنگونه که می‌خواستند پیش نرفت در آخر آلمانی‌ها تنها دو گروه کوچک از عواملشان را به ایران و افغانستان فرستادند.
عوامل فرستاده شده به ایران را ویلهلم واسموس، کنسول سابق آلمان در بوشهر رهبری می‌کرد و روابط دوستانه‌ای با سران عشایری پیدا کرده بود. در بهار ۱۹۲۵ واسموس به عنوان کنسول آلمان روانه شیراز شد. در راهش در جنوب فارس، انگلیسی‌ها دو دستیار آلمانی و تجهیزاتش، به ویژه رمزهای سری اش را گرفتند. با همه اینها، در سه سال بعد، او چنان در محدوده بزرگی از درگیری‌ها تأثیر گذاشت، که دیگران به او لقب لرنس آلمانی را دادند. علی‌رغم پیروزی‌های زیاد واسموس، هواداران اصلی اش در تنگستان و دشتستان خیلی از شیراز دور بودند تا به او یاری رسانند. همین سبب شد که نیروهای قوام الملک به سمت شیراز پیشروی کنند و علی‌رغم کشته شدن قوام در راه، پسرش با کمک افسران آنگلوفیل ژاندارمری شیراز را فتح کرد. پس از آن برای جلوگیری از هرگونه کودتای طرفداران آلمان نیرویی جدید از افسران انگلیسی و سربازان ایرانی به نام پلیس جنوب تشکیل شد. پس از آن بود که واسموس در پی ایجاد نیرویی جدید با اتحاد کلانتر کازرون و ایلخان قشقایی برآمد. صولت الدوله با کینه‌ای که از انگلیسی‌ها به خاطر حمایتشان از قوام و همچنین تشکیل پلیس جنوب داشت، از این اتحاد استقبال کرد. صولت الدوله به سرعت علیه انگلیسی‌ها وارد جنگ شد اما به زودی دریافت که توان نیروهای ایلش را دست بالا گرفته است. در می۱۹۱۸ نیروی بزرگی از قشقایی‌هایی به دسته‌ای از نیروهای پلیس جنوب در خانه زنیان یورش بردند. نیروهای انگلیسی به سرعت برای کمک وارد میدان شدند و نبردی سنگین بین دو طرف درگرفت. در این نبرد قشقایی‌ها بسیار بیش از بریتانیایی‌ها بودند با این حال قاطعانه دفع شدند. با فروکش کردن آتش جنگ در اروپا، واسموس نیز به قم رفت که البته در آنجا توسط بریتانیایی‌ها دستگیر شد.

### دوران پهلوی اول
در دوره پادشاهی رضاشاه، قشقایی‌ها از سختی‌های بسیاری آسیب دیدند. در سال ۱۹۲۶ صولت الدوله و پسر بزرگش ناصرخان به عنوان نمایندگان مجلس جدید به تهران فراخوانده شدند، اما به زودی دریافتند که در حقیقت زندانیان شاه هستند. آن‌ها وادار به همکاری با دولت مرکزی در خلع سلاح ایل قشقایی شدند. پس از آن از مصونیت نمایندگی شان خلع شده و روانه زندان شدند. در همین حال فرماندهان نظامی، در راس طوایف مختلف قشقایی قرار گرفتند، ایلیاتی‌ها وادار به پیروی از قانون خدمت اجباری شاه شدند و نظام جدید مالیاتی ای به اجرا گذاشته شد که همواره مورد سوء استفاده مأموران فاسد مالیاتی بود.

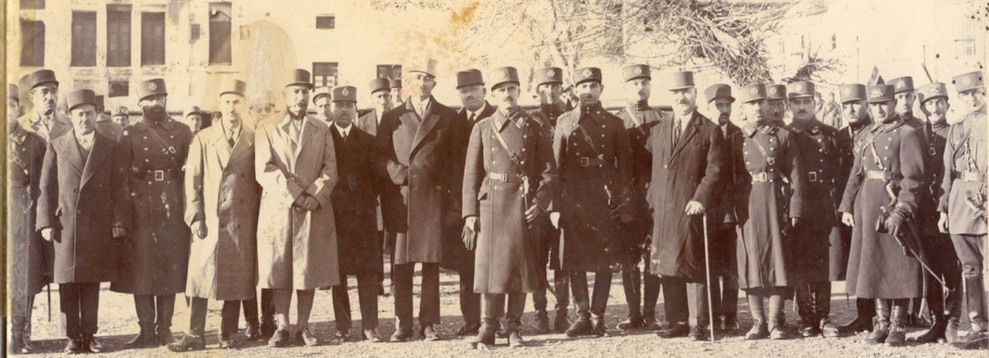
صولت‌الدوله قشقایی (ایستاده از سمت چپ نفر پنجم با کلاه پهلوی) در تبعید تهران (بهمن ۱۳۰۹) در کنار گروهی از رجال پهلوی

در بهار ۱۹۲۹، خشم ایلیاتی‌ها شعله ورتر شده بود، سبب قیامی سراسری در جنوب ایران با مرکزیت قشقایی‌ها شد. پس از چندین ماه زد و خورد، دولت مرکزی عهدنامه متارکه‌ای را امضا کرد که بنا بر آن می‌بایست صولت الدوله و ناصرخان دوباره به عضویت مجلس درمی‌آمدند، فرماندهان نظامی، طوایف را ترک می‌کردند و عفو عمومی صادر می‌شد. با این حال رضاشاه مصمم به پایان دادن به نظام کوچ نشینی در ایران شد و همانگونه که او لرها، کردها و عرب‌ها را شکست داده بود در آخر موفق به شکست قشقایی‌ها شد. در ۱۹۳۲ قشقایی‌ها دست به قیام دیگری زدند که بیهوده بود. در ۱۹۳۳ صولت الدوله در یکی از زندان‌های رضاشاه کشته شد. کمی بعد از آن، شاه تصیم به تخته قاپو کردن عشایر از طریق بستن مسیرهای کوچشان به وسیله ارتش نوین و مکانیزه‌اش گرفت. این سیاست کوته بینانه عشایر را به کشاورز تبدیل نکرد و تنها باعث گرسنه ماندنشان شد. تخته قاپو کردن ایلات کوچرو نه به خاطر بهبود زندگی ایشان که به منظور برقراری امنیت و اهداف سیاسی صورت گرفت، اسکان اجباری خسارات جانی فراوان در پی داشت و دام‌های بسیاری از بین رفتند. همچنین ایلاتی که از کشاورزی سررشته نداشتند مجبور به کشاورزی شدند. و شاید حق با ویلیام داگلاس باشد که نوشته: «اگر چند دهه شرایط به همین گونه باقی می‌ماند، اینان از صحنه گیتی پاک می‌شدند»

### پس از اشغال ایران توسط متفقین

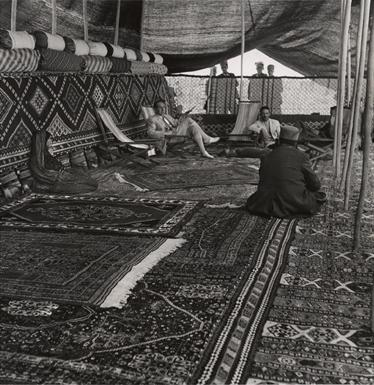
ناصرخان قشقایی در چادر مخصوص‌اش

پس از اشغال ایران در جنگ جهانی دوم، زمانی که رضاشاه از سلطنت استعفا داد، ناصرخان و برادرش خسروخان از تهران گریختند و با شتاب به سوی فارس رفتند. ناصرخان خود را ایلخان نامید، کنترل تمامی اراضی ایل قشقایی را به دست گرفت و دستور به از سرگیری کوچ داد. او انگلیسی‌هراسی و ماهی گرفتن از آب گلالود را از پدرش به ارث برده بود. با اطمینان از اینکه یورش آلمانی‌ها به سمت قفقاز آغازی برای لشکرکشی شان به ایران و آزادی ایران از دست انگلیسی‌ها منفور است، او نیز همچون پدرش تصمیم گرفت که در یک درگیری جهانی دیگر سمت آلمانی‌ها را بگیرد. در بهار ۱۹۴۲ زمانی که آگاه شد یکی از عوامل آلمانی به نام شولتسه هولتوس در تهران پنهان شده است، به فارس فراخواندش. پس از آن هولتوس به فیروز آباد آمد و مشاور نظامی ناصرخان شد. هم‌زمان دو تن از برادران ناصرخان به نام‌های ملک منصورخان و محمدحسین خان که در انگلستان تحصیل می‌کردند به آلمان رفته بودند و به عضویت ورماخت درآمده بودند. به تصور قشقایی‌ها در صورت پیروزی آلمان بر متفقین، ناصر خان به عنوان مدعی اصلی تاج و تخت ایران مطرح می‌شد و حتی در بین قشقایی‌ها شایع شده بود که آدولف هیتلر، ناصر خان را به عنوان پادشاه ایران برگزیده است. انگلیسی‌ها که از اتحاد ارتشیان هوادار آلمان با قشقایی‌ها (اتحاد میلیون ایران) بیمناک شده بودند، نخست کوشیدند با پیشنهاد پرداخت پنج میلیون تومان وجه نقد و حمایت از خودمختاری قشقایی‌ها با آن‌ها کنار بیایند. پس از نتیجه ندادن مذاکرات، انگلیسی‌ها سرلشکر زاهدی را از اصفهان ربوده به فلسطین تبعید کردند، قوام الملک را به حرکت واداشتند و دولت ایران را وادار کردند تا سپهبد شاه‌بختی را فرمانده نیروهای جنوب و به استانداری فارس منسوب کند. شاه‌بختی قصد داشت با استقرار نیرو و بمباران مسیرهای کوچ، قشقایی‌ها را به بیابان‌ها براند که با عبور قشقایی‌ها از مسیرهای صعب العبور کوهستانی ناکام ماند. جنگ در اردیبهشت ۱۳۲۲ با حمله نیروهای تحت فرمان شاه‌بختی به قشقایی‌ها آغاز شد. در آغاز قشقایی‌ها پیروزی‌های زیادی به دست آوردند اما با یورش نیروهای ایلات خمسه به رهبری قوام که توسط انگلیسی‌ها تجهیز شده بودند ورق برگشت و ناصرخان دستور عقب‌نشینی داد.

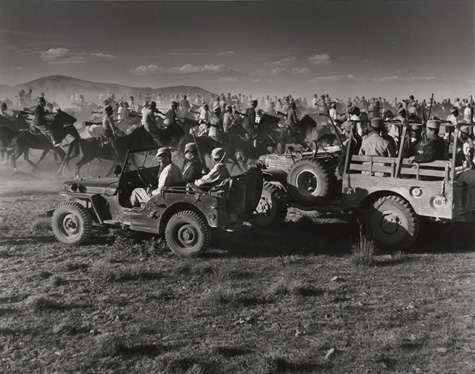
سواران قشقایی در سال ۱۳۲۵

نبرد بعدی در سمیرم اتفاق افتاد، ستون نظامی ای که به رهبری سرهنگ حسنعلی شقاقی و به درخواست سپهبد شاه‌بختی به سمیرم اعزام شده بودند، علی‌رغم میل شقاقی، با دستور از بالا وادار به جنگ با قشقایی‌ها و متحدان بویر احمدی شان شدند، جنگی که نتیجه‌اش شکست سنگین نیروهای دولتی بود. این شکست هم روحیه ارتش را خراب کرد و هم مخالفان جنگ در مرکز را قدرت بخشید، حتی نوبخت نماینده فسا در مجلس، علی سهیلی نخست‌وزیر و امیراحمدی وزیر جنگ را به خاطر لشکرکشی ارتش به منطقه قشقایی و کشتار مردم-که مغایر با اصل ۶۱ متمم قانون اساسی محسوب می‌شد- برای استیضاح به مجلس فراخواند که البته با دستگیری نوبخت توسط انگلیسی‌ها ناکام ماند. این حوادث سبب شد که شاه‌بختی و قوام به سرعت فارس را ترک کنند. سرلشکر جهانبانی با حضور مرتضی قلی خان بختیاری و یک افسر انگلیسی به نام کلنل رابرت پیمان صلحی را با قشقایی‌ها به امضا رساند که به موجب آن، مقرر گردید قشقایی‌ها خودمختاری خود را حفظ کنند، در عوض سلاح‌های غنیمتی ارتش از سوی قشقایی‌ها بازگردانده شود و از ناآرامی ایلات جلوگیری به عمل آید. همچنین خسرو خان به ریاست ایل منصوب گردید و به ناصر خان هم اجازه داده شد تا به عنوان نماینده فیروز آباد، به مجلس برود. در این بین نیروهای اس‌اس که از عدم پذیرش پیشنهادشان به برادران قشقایی برای پیوستن به این نیرو عصبانی بودند به آن‌ها تهمت جاسوسی زدند و دستگیرشان کردند، البته با فشار ورماخت، هیتلر دستور آزادیشان را داد. از سوی دیگر عوامل آلمان که نتوانسته بودند ناصرخان را به برهم زدن توافقنامه راضی کنند مخفیانه با تلگراف از آلمان خواستند که با نگاه داشتن برادران قشقایی به عنوان گروگان، ناصرخان را تحت فشار بگذارند که البته به خاطر اینکه قبل از رسیدن تلگراف، برادران برای آمدن به ایران به ترکیه رفته بودند، ناکام ماندند. این دو برادر هنگامی که می‌خواستند از مرز عراق وارد ایران شوند توسط نیروهای انگلیسی بازداشت شده به قاهره منتقل شدند. انگلیسی‌ها ناصرخان را تهدید کردند که در صورت عدم پس دادن مأموران آلمانی، برادرانش را به جرم همکاری با متحدین اعدام خواهند کرد و همچنین قشقایی‌ها را به صورت مستقیم مورد حمله قرار خواهند داد. تحت این فشارها ناصرخان مجبور به پذیرش پیشنهاد انگلیسی‌ها شد.
در ۱۹۴۶، هم‌زمان با ماجرای حکومت ملی آذربایجان، خیزش عشایری دیگری در جنوب رخ داد، البته این بار به تشویق دولت مرکزی. نخست‌وزیر قوام که از سمت شوروی‌ها برای واگذاری امتیاز نفت شمال و پذیرش سه توده ای در کابینه‌اش بود، به این نتیجه رسید که یک شورش ضد شوروی در جنوب می‌تواند این فشار را کاهش دهد. ناصرخان البته به تشویق زیادی نیاز نداشت، هم از شوروی‌ها به اندازه انگلیسی‌ها تنفر داشت، هم حساب کرده بود که در صورتی که قوام سقوط کند، خودش به عنوان جایگزینی رهبری اتحاد بزرگ ضد کمونیستی مطرح خواهد بود. البته ناصرخان غیر از اینها به بهبود شرایط فارس نیز می‌اندیشید، برای همین در سپتامبر ۱۹۴۶ بزرگان عشایر و روحانی فارس را در چنار راهدار گرد هم آورد و جریان ملی «سعدون» را راه‌اندازی کرد. از جمله خواست‌های مهم این جریان، تعویض تمامی اعضای کابینه به غیر از قوام، اختصاص دو سوم مالیات‌های استان فارس به خود استان، تشکیل سریع شوراهای استانی و افزایش نمایندگان استان فارس در مجلس بود.
زمانی که خواست‌های این جریان پذیرفته نشد، عشایر از خوزستان تا کرمان دست به شورش زدند و قشقایی‌ها کازرون و آباده را تصرف کردند. اینها سبب شد که نخست‌وزیر خواست‌های این جریان را بپذیرد، کابینه‌اش را تغییر دهد و حتی خسروخان را به عنوان نماینده حزبش به مجلس ببرد. بین سال‌های ۱۹۴۵ تا ۱۹۵۳ ایل قشقایی رونقی یافت که تا آن زمان تجربه‌اش نکرده بود. ایل به بیشترین خودمختاری رسیده بود و توسط «چهار برادر» رهبری می‌شد. ناصرخان و ملک منصورخان به عنوان رهبران عشایری در فارس بودند و خسروخان و محمدحسین خان خواسته‌های اتحادیه را در مرکز پیگیری می‌کردند.

### نهضت ملی‌شدن نفت

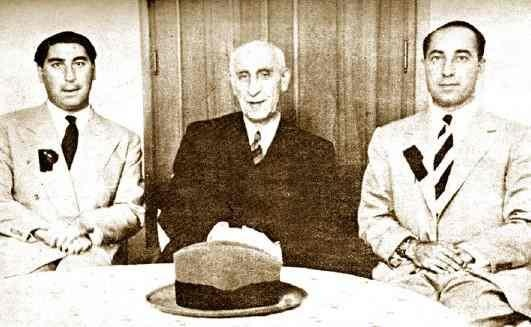
دکتر مصدق در کنار محمد حسین قشقایی و خسرو قشقایی بعد از قیام سی تیر

در جریان ملی شدن نفت برادران قشقایی همگی از مصدق، حمایت گسترده‌ای کردند. قشقایی‌ها از زمان والی گری مصدق در فارس با او ارتباط دوستانه‌ای داشتند به همین خاطر و همچنین به خاطر مبارزه همیشگی شان با پهلوی‌ها، برادران قشقایی به عضویت جبهه ملی درآمدند. در بررسی قرارداد گس-گلشائیان خسرو قشقایی به عنوان منشی مصدق مشغول بود. در کمیسیون نفت برای بررسی ملی شدن نفت نیز وی تلاش‌های بسیاری در کنار مصدق کرد. با آغاز نخست‌وزیری مصدق تحرکات قشقایی‌ها نیز گسترده‌تر شد، در ۱۳۳۰ خسرو و ناصر قشقایی به آمریکا سفر کردند و به وسیله مطبوعات و محافل سیاسی آن کشور سعی در نشان دادن حقانیت ایران کردند. همچنین در دی ماه همان سال دکتر مصدق از ناصر قشقایی که برای بیماری پسرش به آمریکا رفته بود خواست که برای نفت ایران بازاریابی کند، وی نیز خریدارانی یافت که البته چون خرید را منوط به توصیه دولت آمریکا کرده بودند نتیجه‌ای نداد. وی در این سفر مصاحبه‌هایی نیز انجام داد و وزیر خارجه آمریکا را به طرفداری از انگلیسی‌ها متهم نمود و اظهار کرد در صورت حمله هر قدرت خارجی به ایران ایل قشقایی به جنگشان خواهد رفت. همین صحبت‌ها انگلیسی‌ها و دربار را واداشت تا دست به تحریکاتی علیه قشقایی‌ها بزنند و شایع شود که قشقایی‌ها قصد شورش در برابر دولت دارند. برای پایان دادن به این مسائل ناصرخان در سخنرانی ای در مجلس سنا حمایت همه‌جانبه‌اش را از مصدق اعلام کرد و در نامه‌ای به مصدق اظهار داشت که حاضر است یک سوم زمین‌های کشاورزی اش را در اختیار دولت بگذارد تا صرف هزینه‌های جاری دولت شود. در قیام سی تیر ۱۳۳۱ مردم را به قیام دعوت نمودند و همچنین تهدید کردند که برای حمایت از مصدق در فارس به پادگان شیراز حمله خواهند نمود. پس از سی تیر نیز ارتش به اقداماتی علیه ایل قشقایی دست زد که ناصر قشقایی ارتش را متهم کرد که برای حفاظت از منافع انگلیسی‌ها وارد عمل شده است، البته با پیگیری‌های مصدق این تنش‌ها پایان یافت. در جریان اختلاف میان اعضای جبهه ملی برادران قشقایی در کنار مصدق ماندند و تلاش بسیاری برای کنار آمدن اعضای جبهه انجام دادند. در ۲۷ فروردین ۱۳۳۲ زمانی که اعضای حزب برادران که مخالف مصدق بودند به دفتر اصل چهار در شیراز حمله کردند، کارمندان آمریکایی آن به یاری محمد بهمن بیگی به باغ ارم شیراز منتقل شدند و مورد حمایت قشقایی‌ها قرار گرفتند، همچنین ناصرخان تعدادی زیادی از تفنگچیان قشقایی را برای حمایت از ایشان به شیراز فرستاد. در این دوران انگلیسی‌ها که از قشقایی‌ها بیمناک شده بودند دست به تحریک ایلات دیگر برای مقابله با قشقایی‌ها زدند که با هوشیاری ناصرخان نتیجه نداد.
در جریان کودتا شاه می‌خواست به شیراز برود تا از پایتخت دور باشد، اما کرمیت روزولت با بیان اینکه «قشقایی‌ها بدترین دشمنان تاج و تخت شاه» هستند وی را روانه سواحل خزر کرد. قشقایی‌ها تمامی پیشنهادهایی را که کودتاگران برای جلب نظر ایشان داده بودند رد کردند. هنگام کودتا نیز به مصدق پیشنهاد دادند که همراه ایشان به فارس بیاید تا از او حمایت کنند اما دکتر مصدق پیشنهادشان را نپذیرفت و تسلیم دولت شد. برادران قشقایی به سرعت به فارس بازگشتند. ناصرخان به ایل آماده باش داد و در تلگرافی سرلشکر زاهدی را نکوهش کرده به او پیشنهاد داد به ملت بپیوندد و از شاه و انگلیسی‌ها دوری کند. از سوی دیگر هواپیماهای ارتش نیز با پخش اعلامیه‌هایی در میان ایل قشقایی آن‌ها تهدید کردند که در صورت قیام از زمین و هوا سرکوب خواهند شد. تلاش‌های آمریکایی‌ها و سرلشکر زاهدی میان قشقایی‌ها را به هم زد و باعث شد که از حمله به شیراز باز بمانند. جدایی عده‌ای از کلانتران ایل از برادران قشقایی ضربه سختی به قدرت و روحیه ایل زد و منجر به پراکندگی نیروهایشان شد. اسناد سفارت آمریکا در تهران محمد بهمن بیگی را به خاطر اختلافی که با خسرو قشقایی داشت در این ماجرا مؤثر می‌داند. ناصرخان که دیگر مقاومت را بی‌فایده می‌دید راهی تهران شد و در ادامه، شاه برادران قشقایی را به خارج تبعید کرد.

### فروپاشی ایل
پس از تبعید برادران قشقایی دولت سیاستی نو را برای واداشتن قشقایی‌ها به زندگی شهرنشینی در پیش گرفت. کمیابی مراتع، توسعه سرمایه‌داری، محدودیت‌های ایجاد شده توسط دولت و تضعیف نهادهای طایفه‌ای اختلالات گسترده‌ای پدیدآورد که زندگی عشایری را ناممکن می‌ساخت، همه اینجا سبب شد که هزاران ایلیاتی دست به مهاجرت به شهرهایی چون شیراز، آبادان، بوشهر و اهواز بزنند و به عنوان کارگر در صنایع نفت و کارخانجات مشغول به کار شوند. تغییر در شیوه زندگی، مهم‌ترین مانع در مسیر کنترل مستقیم دولت بر قشقایی‌ها، یعنی اتحاد ایشان را از بین برد چنانچه دولت در ۱۹۶۳ اعلام کرد که دیگر ایلی وجود ندارد و چنان بر پیروزی خویش مطمئن شده‌بود که اجازه اقامت ملک‌منصورخان و محمدحسین‌خان را در ایران و در جایی خارج از فارس را داد.

## زبان و ادبیات
قشقایی‌ها به زبانی از شاخه جنوب غربی ترکی (ترکی اغوز) صحبت می‌کنند، این زبان غیر از فارس در همدان نیز رواج دارد. کوالسکی این زبان را نزدیک‌ترین گویش به ترکی آذربایجانی دانسته است. این موضوع به شکل‌های مختلف توسط آنه ماری ون‌گابن و گرهارد دوئرفر نیز بیان شده است، اما کی.اچ. منگز این زبان را بیشتر به ترکی عثمانی شبیه می‌داند. در قشقایی مصوت‌های i, e, ä, a, å, ï, u, ü, o, ö و صامت‌های p, b, m, f, v, t, d, n, s, z, š, ž, č, ۳˘, k, g, q, γ, χ, ŋ, l, r, h موجوداند. در واژگان قشقایی تأثیر زبان فارسی و عربی مشخص است. واژگان حکومت‌داری، نظامی و پزشکی تحت تأثیر فارسی‌اند و قاموس دینی تحت تأثیر عربی است، که البته آن نیز از فارسی وارد این زبان شده است. در فیروزآباد ترکی میان قشقایی‌ها بسیار رایج است، اما در شیراز افراد زیر بیست سال خانواده‌های ترک‌زبان تمایل چندانی به استفاده از زبان مادری ندارند و ترکی شیراز شدیداً تحت تأثیر فارسی است. این زبان بین جوانان به تدریج در حال از دست دادن کاربری‌اش است. همچنین طایفه کُرُش یا دارغه (ساربانان) به گویش کرشی (گویشی از زبان بلوچی) و تیره سارویی از طایفه عمله به گویشی خاص صحبت می‌کنند که برای دیگر قشقایی‌ها قابل فهم نیست.
ادبیات قشقایی که به شعر و داستان خلاصه می‌شود بیشتر سینه به سینه منتقل و کمتر مدون شده است. بیشتر اشعاری که امروز میان قشقایی‌ها شنیده می‌شود، به شاعران نه چندان دور بازمی‌گردد، همچنین جز چند رباعی فولکلور این اشعار به ندرت ریشه آذربایجانی دارند. طبیعت، زندگی مردم، عشق‌ها و غم‌ها و شادی‌ها، شکوه از بی‌مهری آسمان، مهاجرت‌ها و فراق و جدایی‌ها از عناصر اصلی این اشعار هستند. علی‌رغم سابقه جنگاوری و دلاوری ایل، شعر قشقایی بیشتر پرسوز است تا حماسی. از دیگر خمیرمایه‌های اشعار قشقایی کوچ است. علی‌رغم ترک‌زبان بودن، ادبیات قشقایی‌ها بسیار با اساطیر و آداب و رسوم ایرانی چنان پیوند خورده است که تنها عامل جداکننده این قوم و فارسی‌زبانان را می‌توان زبان ترکی دانست. شعر قشقایی هجایی است و قالب‌های متعددی دارد از جمله:
تغزل (غزل ترکی):این قالب بیشترین سهم را در ادبیات قشقایی دارد، از مهم‌ترین عناصر آن عشق است. همچنین مقاومت، وطن‌گرایی، تهی‌دستی و فقر از دیگر درون‌مایه‌های تغزل قشقایی هستند.
گرایلی:بیشتر در ردیف‌های آوازی و موسیقی حضور دارد. سه آهنگ به نام‌های گرایلی، باش‌گرایلی و باسمه‌گرایلی وجود دارد. تنها تفاوت گرایلی با غزل در هجای آن است، در غزل هر مصرع ۱۱ هجا و گرایلی ۸ هجا وجود دارد.
آسانک:این قالب همان بایاتی آذربایجان است و از کهنترین قالب اشعار عامیانه میان قشقایی‌ها است. آسانک هفت هجا و چهارپاره دارد که مصرع سوم آزاد است و باقی مصرع‌ها هم‌قافیه هستند. اندیشه اصلی در دو مصرع آخر بیان می‌شود.
شاختایی:با آهنگی به همین نام نواخته می‌شود. می‌گویند که شاختایی لقب شاه اسماعیل صفوی است و شعری منسوب به او نیز در ایل رواج دارد که با همین آهنگ نواخته می‌شود.
مسمط:این قالب جدیداً در میان ایل رواج پیدا کرده است و شاعران نوپا از آن استفاده می‌کنند. مسمط را در قالب حیدربابایه سلام شهریار می‌سرایند.
نامدارترین شاعر قشقایی مأذون است. وی افزون بر ترکی به فارسی و لری نیز شعر سروده است. زندگی این شاعر هم‌زمان بوده با هجوم دولت بریتانیا به مرزهای ایران در پی فتح هرات، وی داستان جنگ قشقایی‌ها با عوامل بریتانیایی را به نظم درآورده است. اشعار وی را ملک منصورخان قشقایی جمع‌آوری کرده است. از دیگر شاعران قشقایی می‌توان به یوسف‌علی‌بیگ (هم‌دوره صولت‌الدوله) و محمد ابراهیم اشاره کرد.

## موسیقی
موسیقی قشقایی برخلاف موسیقی سنتی ایران برپایه ردیف نیست. این موسیقی از طبیعت و سرنوشت قشقایی‌ها الهام می‌گیرد، گاهی محزون است، گاهی پرشور است و گاه حماسی. موسیقی قشقایی به گروه‌هایی از قبیل موسیقی عاشیق‌ها، موسیقی چنگی‌ها و موسیقی ساربان‌ها (دارغاها) تقسیم می‌شود.
موسیقی چنگی‌ها:

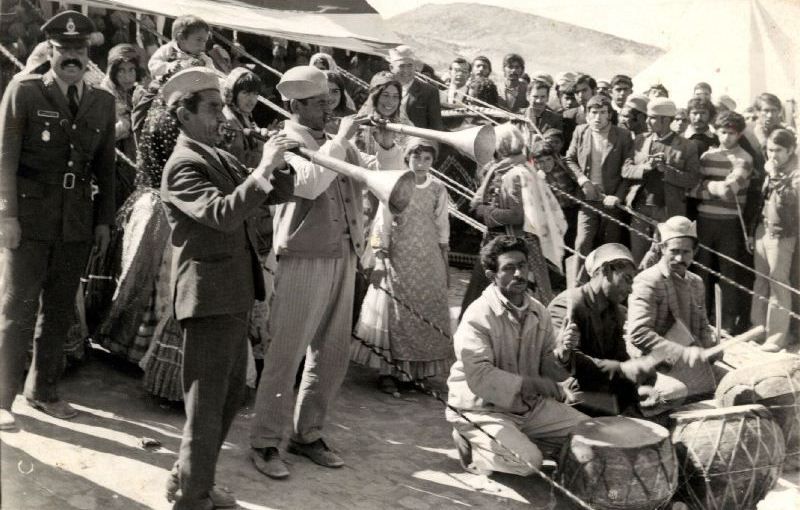
چنگی‌های قشقایی در حال نواختن کرنا و نقاره

«چنگی» به نوازندگان کرنا، نقاره و ساز (سرنا) گفته می‌شود. اینان متعلق به طایفه خاصی نیستند و رد پای آن‌ها را می‌توان در همه طوایف قشقایی پیدا کرد. کرنا و نقاره معمولاً با هم نواخته می‌شود اما به جای کرنا گاهی از ساز (سرنا) استفاده می‌شود. چنگی‌ها حافظ موسیقی قومی ایل قشقایی هستند. چنگی‌ها اغلب در عروسی‌ها، ختنه سوران‌ها و دیگر جشن‌ها می‌نوازند. اینان با کرنا و سُرنا آهنگ‌های سحرآوازی، جنگ نامه، هَلِی (رقص زن‌ها) که اصیل ترینشان «آغورهلی»، «یورغه هلی» و «لکی» است را می‌نوازند.
موسیقی ساربان‌ها:
ساربان‌ها که به نام کُرُش و دارغه نیز شناخته می‌شوند؛ آهنگ‌های قومی ایل قشقایی را با «نی» می‌نوازند. آنان را ذوق و علاقه شخصی به موسیقی کشانده است. از آهنگ‌های مخصوص ساربان‌ها «گدان دارغا» را می‌توان نام برد که در وصف شترهای در حال حرکت است. ساربان‌ها به زبان ترکی قشقایی صحبت نمی‌کنند و زبان آن‌ها زبان کوروشی (گویش کرشی از زبان‌های قدیمی ایرانی و گویشی از زبان بلوچی) است؛ ولی آواز و موسیقی آنان کاملاً قشقایی است و فرهنگ قشقایی بر آن‌ها چیره شده است. بهترین خوانندگان را می‌توان در میان ساربان‌ها جستجو کرد.
موسیقی عاشیق‌ها:
عاشیق‌ها طایفه‌ای هستند در میان قشقایی‌ها که حرفه‌شان نواختن، خواندن و افسانه سرایی است. موسیقی عاشق‌ها یک موسیقی کهن و گسترده است. عاشق‌ها برای هر موسیقی چه غمناک و چه شادی آفرین نوایی دارند. حضور عاشیق‌ها را نه تنها در فارس بلکه در آذربایجان و برون از این سرزمین می‌توان دنبال کرد. عاشیق‌های قشقایی در اصل از مناطقی همانند قفقاز، شیروان و شکی به فارس مهاجرت کردند. وجوه اشتراک زیادی بین عاشیق‌های قشقایی و عاشیق‌های آذربایجان وجود دارد اما از نظر موسیقی تفاوت‌های اساسی وجود دارد و اکثر قطعات کاملاً با آهنگ‌های آذربایجانی متفاوت است. گروه نوازی در میان عاشیق‌ها بسیار معمول بوده است. ساز اولیه عاشیق‌ها قوپوز (چگور) بوده که البته بعدها کمانچه و سه تار نیز نواخته‌اند. از آهنگ‌های معروفشان می‌توان کوراوغلو، غریب و صنم، اصلی و کرم و کوچ عیوض را نام برد.
برخی از انواع موسیقی قشقایی عبارتند از: لالایی‌ها، واسونک‌ها (که در مجالس شادی خوانده می‌شوند)، جنگ نامه (موسیقی حرکات موزون یا چوب بازی مردان قشقایی که حالت رزمی دارد و با کرنا و نقاره نواخته می‌شود) و آهنگ‌های کار (مثلاً آهنگ بافندگان فرش، برنج کوبی، راندن شترها و چرانیدن گوسفندان).

## آداب و رسوم
قشقایی‌ها مردمانی سرخوش و دلشادند. به جشن و شادی علاقه‌مندند. در تمام سال تنها در ده روز آغاز محرم سوگواری می‌کنند. در جشن‌ها و عروسیها رقص گروهی زنان و مردان قشقایی و رقص با چوب (چوب بازی) بسیار زیبا و جالب است.
در مراسم جشن و عروسی، زنان و مردان قشقایی رقص بسیار زیبا و جالبی دارند. در این جشن‌ها زنان و مردان هر یک دو دستمال در دست می‌گیرند و پیرامون یک دایره بزرگ می‌ایستند و با آهنگ کرنا و دهل دستمال‌ها را تکان می‌دهند و با حرکات موزون پیش می‌روند. در رقص «دَرْمَرو» یا چوب بازی نیز، مردان دوتا دو تا و به نوبت با چوبهای کوتاه و بلندی که در دست دارند به آهنگ ساز و دهل با یکدیگر می‌رقصند مبارزه می‌کنند.
قشقایی‌ها به نوشیدن چای علاقه بسیاری دارند. قشقایی‌ها به کشیدن قلیان بسیار علاقه‌مند هستند. مردان طایفه دره شوری از چپق نیز استفاده می‌کنند.
قشقایی‌ها در مرگ خان یا کلانتر، مانند عزیزان و فرزندان خود متأثر می‌شوند. گورستان‌های قشقایی در سر راه کوچ ایل قرار گرفته تا هنگام کوچ بتوانند برای مردگان خود فاتحه‌ای بخوانند. به سبب علاقه‌ای که به خانهای خود دارند برای آن‌ها آرامگاه‌های باشکوه و استوار می‌سازند که سالیان متمادی پابرجا می‌ماند و هر سال هنگام کوچ قبر آن‌ها را زیارت می‌نمایند. آرامگاه عده‌ای از سران ایل قشقایی به ویژه خانهای طایفه کشکولی در دامنه با صفای شاهدای اردکان با سنگ و شیروانی به سبک مزار حافظ ساخته شده و نظر بیننده را به خود جلب می‌کند.
بیشتر قشقایی‌ها دارای چشمانی متوسط، موی تیره (مشکی و قهوه‌ای) و صورت گندم‌گون هستند. در میان طایفهٔ فارسیمدان (ایمور) و دره شوری گروهی سفیدپوست با موی زرد یا بور نیز دیده می‌شوند. زنان قشقایی هرگز آرایش نمی‌کنند. تنها فرق زنان با دختران «چتر زلف» زنهاست. هنگام عروسی برای آرایش عروس این چتر زلف را درست می‌کنند. مردان قشقایی معمولاً صورت خود را می‌تراشند و به بلند کردن سبیل علاقه خاصی دارند

## کوچ

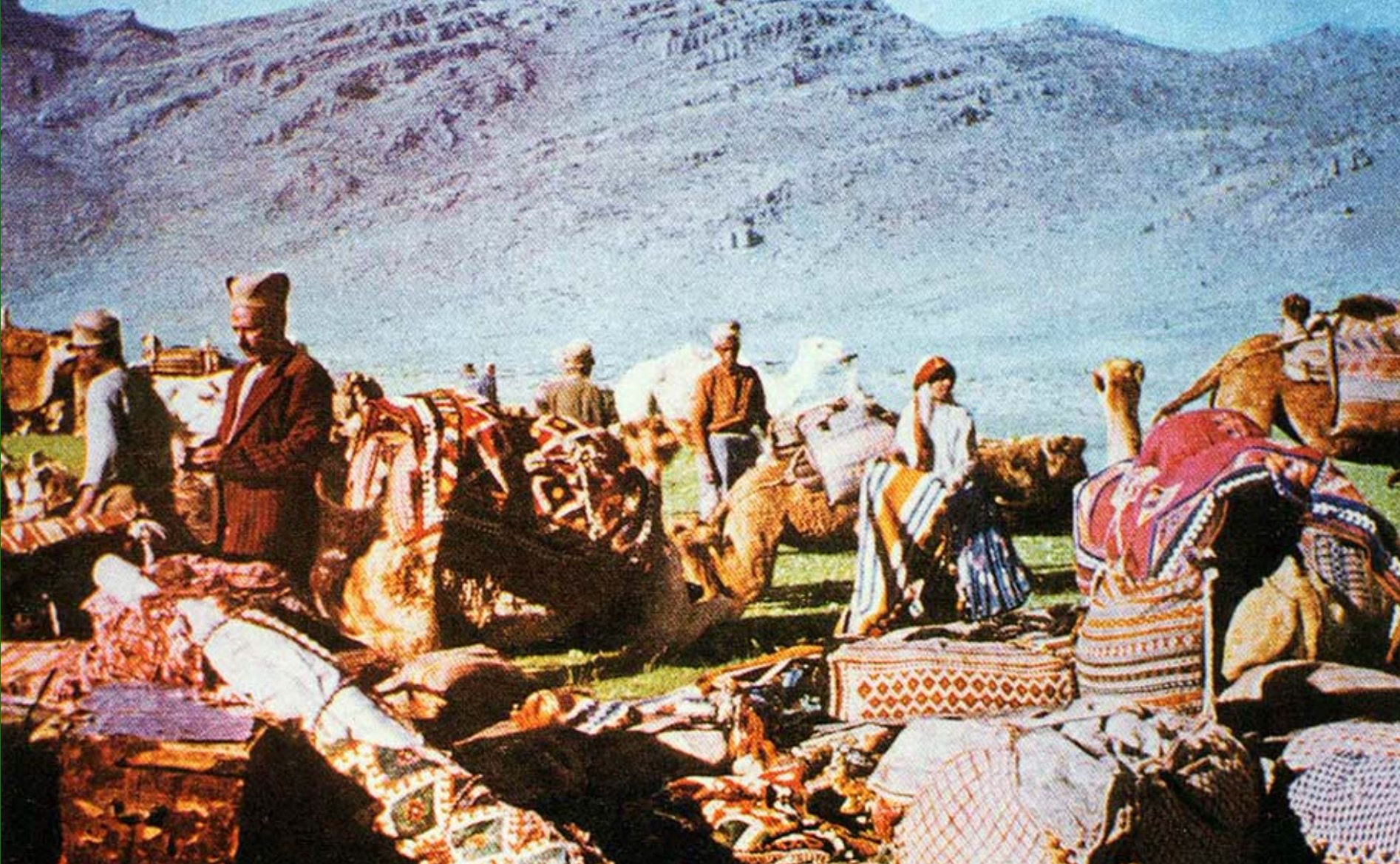
کوچ قشقایی‌ها

قشقایی‌ها همه ساله بین سرزمین‌های سردسیر (ییلاق) و سرزمین‌های گرمسیر (قشلاق) کوچ می‌کنند.
سردسیر (ییلاق) قشقایی‌ها دو منطقه را در بر می‌گیرد. یک منطقه، میان شیراز و دشت ارژن تا اطراف کازرون قرار گرفته است. منطقه دیگر، در شمال شرقی شیراز قرار دارد و از سپیدان (اردکان فارس) تا مرزهای کهگیلویه و از شمال آباده تا شهرضا ادامه می‌یابد و به سرحد بزرگ معروف است. در این منطقه که تا همسایگی بختیاری‌ها و دامنه کوه دنا را در بر می‌گیرد، طوایف مختلف قشقایی پراکنده می‌شوند.
گرمسیر (قشلاق) اولیه قشقایی‌ها در جنوب شرقی فارس بوده که از مناطق کم ارتفاع جلگه‌ای و پست لار، جهرم، فیروزآباد آغاز شده تا کرانه‌های خلیج فارس ادامه میابد، طوایف عمله، شش بلوکی، فارسی مدان، کشکولی کوچک و چند طایفه وابسته در گرمسیر اولیه قشلاق می‌نمایند. گرمسیر دره شوری‌ها، کشکولی بزرگ و شاخه‌های وابسته در مناطقی از کازرون تا نزدیکی‌های بهبهان و حدود بندر گناوه ادامه می‌یابد. قشقایی‌ها که به قشلاق اولیه و قدیمی می‌روند به نام «ابه‌های فارس» و آن‌ها که به مغرب و جنوب غربی کشور قشلاق می‌کنند به نام «ابه‌های بهبهان» معروفند.

### چادر

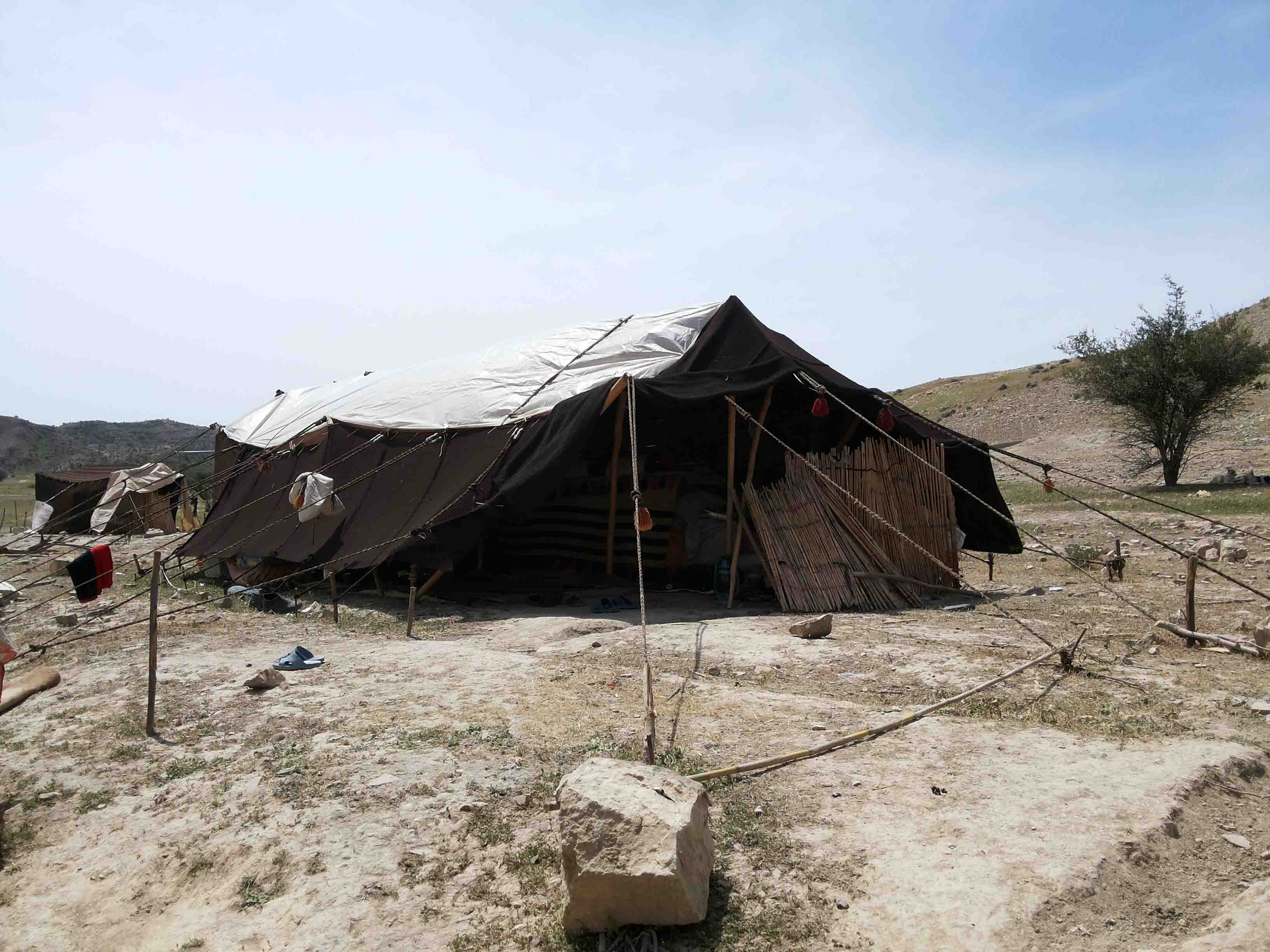
چادرسیاه

عشایر قشقایی در چادر زندگی می‌کنند. بخش بالایی چادر (سقف آن) سیاه‌چادر نام دارد و از موی بز بافته می‌شود. بخش دیگر دیواره جانبی است که چیق (یا چیت) نام دارد و از ترکیب نی و موی بز ساخته می‌شود
چادرهای ایلی را از موی بز و به رنگ سیاه می‌بافند. این چادرها به شکل مستطیل است و از چند بخش گوناگون: سقف، لتف‌های اطراف چادر، تیرک‌ها، چند قطعه «کمَّج» یا «کمجِّه»، بندها، میخ‌های بلند چوبی، میخ‌های کوچک چوبی که به نام «شیش» خوانده می‌شود و لفاف یا «چیق» یا «نی چی» اطراف چادر تشکیل شده است. لتف‌ها از جنس سقف و به رنگ سیاه بافته می‌شوند. پهنای لتف یک متر و درازای آن نامعین است و گاهی تا ده متر می‌رسد. لتف‌ها با میخهای کوچک چوبی «شیش» به سقف متصل می‌گردند. تیرکها و کمج‌ها نگهدارنده سقف چادرند. سر تیرکها در زیر سقف، در سوراخ کمج‌ها قرار می‌گیرد. شکل چادر در تابستان و زمستان فرق می‌کند. در زمستان بیشتر تیرکها در میان و سراسر چادر قرار می‌گیرند و سقف را به شکل مخروط درمی‌آورند تا هنگام ریزش باران، آب از لبه سقف و به زمین بریزد. پیرامون چادر نیز جوی کوچکی حفر می‌کنند که آب باران در آن جاری می‌شود ولی در تابستان و بهار تیرکها را در اطراف چادر قرار می‌دهند تا سقف صاف و هموار باشد. در تابستان چادر تنها در بخشی که اسباب خانه و رختخواب‌ها قرار می‌گیرد دیوار دارد. در زمستان و پایان پائیز سه طرف چادرها با لتف پوشیده می‌شود و تنها راه ورود و خروج، یک ضلع پهنای چادر است. «نی چی» یا «چیق» حصیری است از نی که از درون، دورادور بخش پایین چادر گذاشته می‌شود تا درون چادر از دید خارج شود و از باران و سرما محفوظ بماند. باید دانست که بیشتر لوازم زندگی و خواربار و رختخواب و پوشاک و وسایل دیگر را در جوال‌ها و خورجین‌ها و خوابگاه‌ها یا چمدان‌ها می‌گذارند و آن‌ها را در امتداد درازای چادر، منظم و مرتب روی هم می‌چینند و گاهی یک جاجیم بزرگ منگوله دار و زیبا بر روی سراسر آن‌ها می‌کشند.

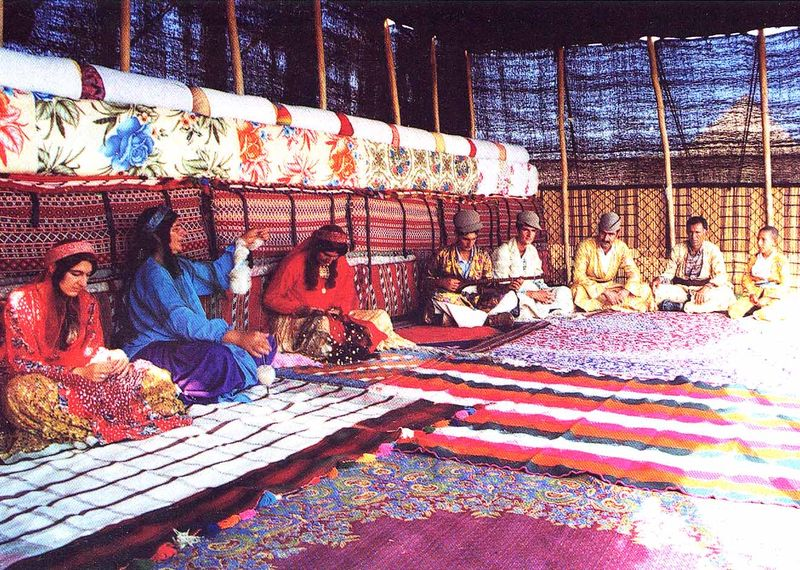
درون چادر قشقایی

چادر از موی بز تهیه می‌شود و تنها مادهٔ خارجی که در آن کاربرد دارد چوب است. چادرسیاه هم در تابستان و هم در زمستان مسکن مردم ایل است و از خصوصیات آن آسانی حمل آن است. برای جلوگیری از ورود آب باران درقسمت داخلی چادر شیاری رادرست می‌کنند که آب‌های ریخته شده از اطراف این شیارها به سمت بیرون چادر می‌روند. مساحت این چادرها بین ۱۵تا۲۰مترمربع و برای خان‌ها حتی به۴۰مترمربع هم می‌رسد. چیق: در دو نوع ساده و آلاچیق بافته می‌شود که نوع سادهٔ آن برای حفاظت بره‌های کوچک در فصل سرما در کنار یا پشت چادر بنا می‌شود و نوع دوم آن را دراطراف چادرسیاه می‌کشند تا از ورود سرما و گردوخاک به داخل چادر جلوگیری کنند که این نوع چیق از نی و ترکه‌های باریک ایجاد می‌شود که نوع ترکه‌های باریک از جنس درخت گز است که درطول۱٫۵متر تهیه می‌شود.
به جز چادرهای سیاه که چادر رسمی ایلی است، چادرهای برزنتی سفید یا اخرائی رنگ دو پوششه آفتاب گردان یا مخروطی برای پذیرائی مهمان‌ها و برای استفاده در جشن‌ها و عروسی‌ها نیز وجود دارد. در جشن‌ها دامن این چادرها را بالا می‌زنند تا تماشاچیان صحنه را بهتر ببینند. گاهی در درون این چادرها شستشو می‌کنند. چادرهای دو پوششه را در اصفهان می‌سازند. بجز این چادر، یک نوع چادر کوچک مستطیلی شکل از کرباس سفید رنگ نیز دارند که ویژه آبریزگاه است. در قسمت وسط چادر آبریزگاه چاله کوچکی کنده‌می‌شود.

## پوشش
در آغاز قرن بیستم قشقایی‌ها اتحادیه ایلی ای بودند با مردمی با ریشه‌های قومی گوناگون، آن‌ها عمدتاً عشایر دامداری بودند که بین نواحی گرمسیر و سردسیر زاگرس جابجا می‌شدند. ایشان لباس خاص خود را با استفاده از کالاهایی که از بازار می‌خریدند و همچنین تولیدات صنعتگران روستایی و شهری می‌دوختند.
لباس مردان قشقایی:

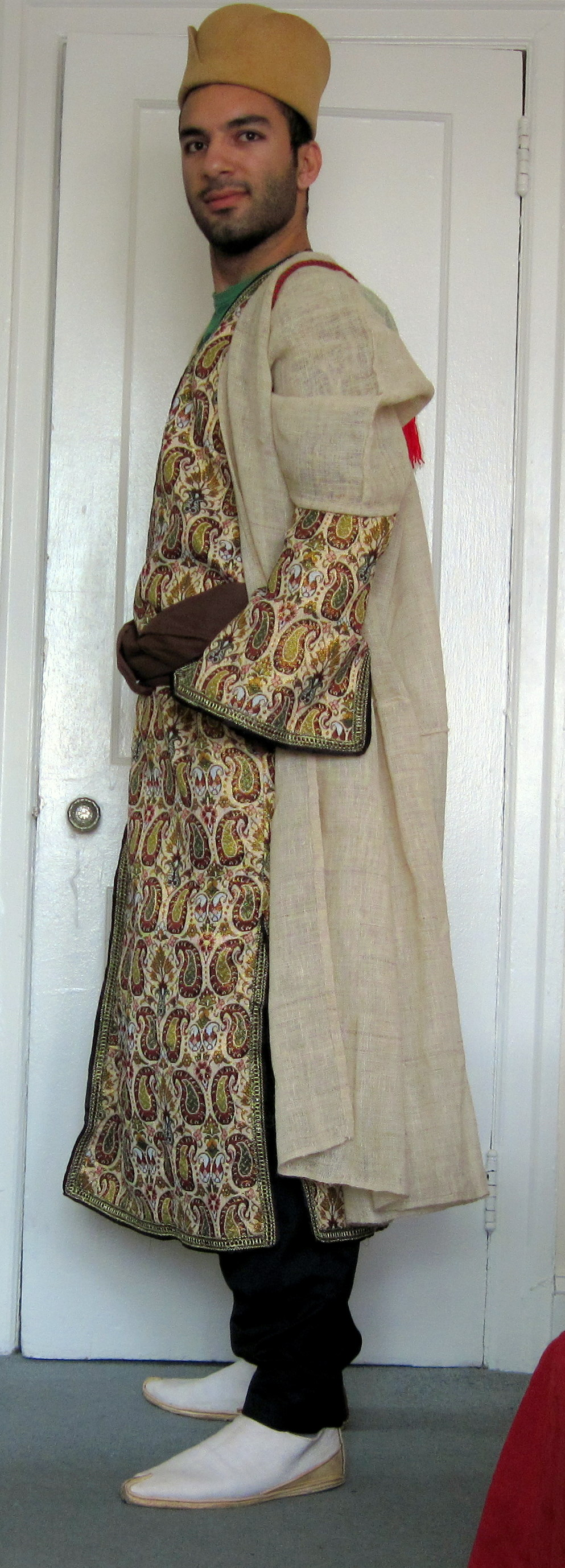
لباس مردان قشقایی پس از ۱۳۲۰

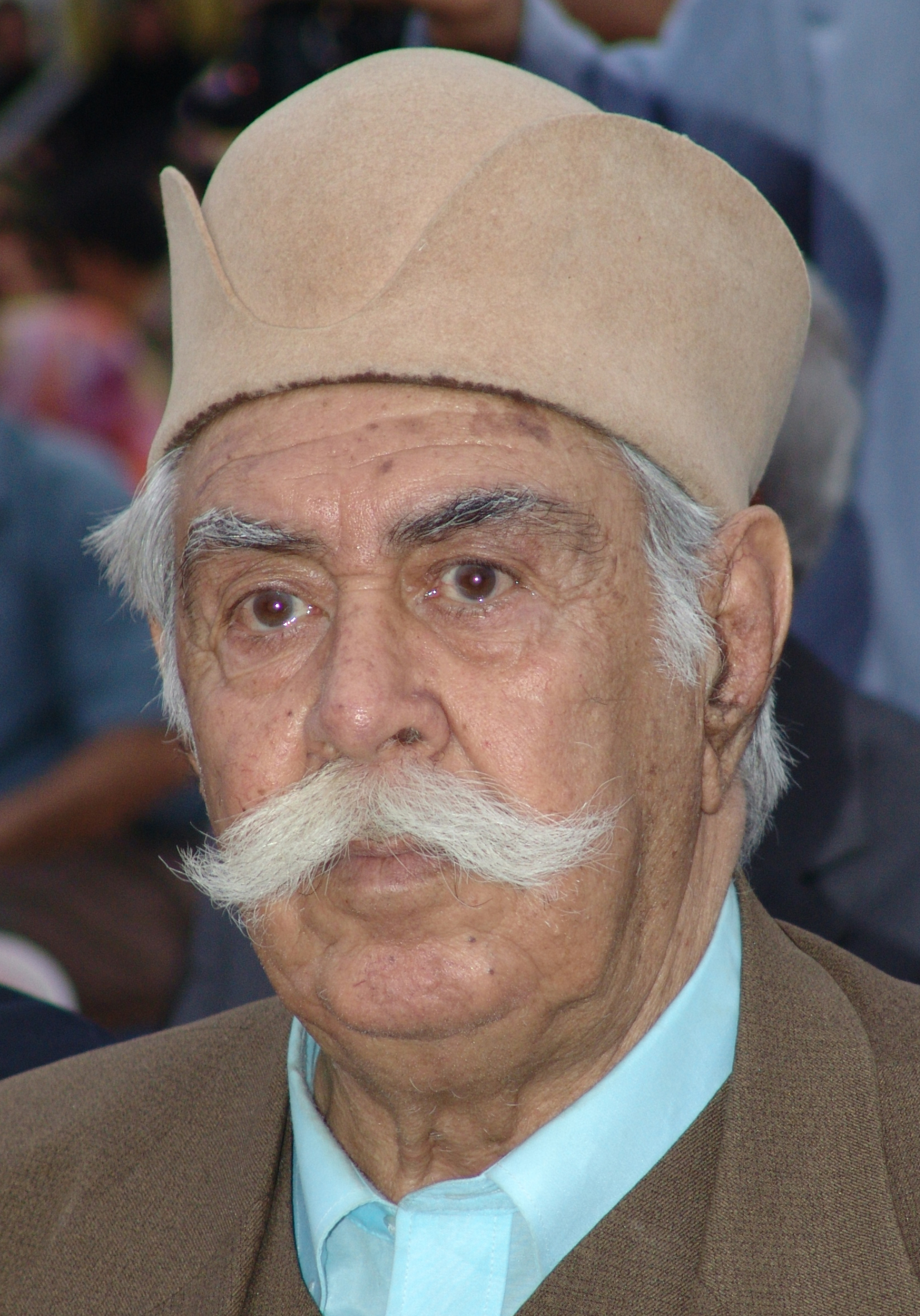
کلاه دوگوشی عرضه شده توسط محمدناصرخان قشقایی

در قرن نوزدهم، مردان عادی ایل شلوارهای دمپا گشاد (تنبان)، پیرهن‌های بی یقه (قیناق)، عبایی بلند (ارخالق) که با شال محکمش می‌کردند و قبای نمدی گرم (کپنک) می‌پوشیدند. ایشان کلاه نمدی سیاه گردی (برک) نیز بر سر می‌گذاشتند. تفنگ، چاقو، خنجر، شمشیر و چماق نیز از مهم‌ترین قسمت‌های آراستگی مردان به‌شمار می‌آمد. در حالی که در شهرها خاصان قشقایی به ویژه عالی مقامان‌شان لباسی شبیه به خاصان قاجاری می‌پوشیدند: پیرهن بی یقه، عبای بلند و کلاه پوستی بلند و دواری که گاه سرش تخت بود.
در آغاز قرن بیستم مردها پیراهن بی یقه سفید، شلوار گشاد سیاه که دم پایشان جمع شده بود، قبایی که جلویش با کمربند بسته می‌شد، و کلاه کوتاه و گرد نمدی می‌پوشیدند. بعضی مردها نیز ژاکت‌های پوستی و جلیقه‌های نمدی می‌پوشیدند. پاپوششان نیز مانند همه ایران گیوه (ملکی) بود. برای جشن‌ها، شکار و جنگ مردها عبای نازکی به نام چقه می‌پوشیدند. بستن قطار فشنگ نیز مایه مباهات بود. مردهای طوایف گوناگون قشقایی بر اساس کمربند و شیوه بستن قطار فشنگشان قابل تشخیص بودند.
از ۱۳۰۷ که رضاشاه پوشیدن لباس‌های محلی را ممنوع کرد تا ۱۳۲۰ که مجبور به استعفا شد، مردان قشقایی از پوشیدن قبا، کمربند و کلاهشان منع شدند. ایشان مانند تمامی مردم ایران (به جز روحانیون) مجبور به پوشیدن لباس‌های غربی شدند. پس از ۱۳۲۰ قشقایی‌ها به پوشیدن لباس‌های گذشته‌شان روی آورند با این تفاوت که آرخالق به لباس مهمانی تبدیل شد و چوقا ورافتاد. در همین زمان ناصرخان قشقایی که از زندان رضاشاه گریخته بود و در پی ایفای نقش مؤثری در مقام ایلخانی ایل قشقایی بود، کلاهی جدید (کلاه دوگوشی) به قشقایی‌ها عرضه کرد که در رنگ‌های نخودی، مازویی و خاکستری، از نمد ساخته می‌شد. این کلاه به سرعت توسط مردان قشقایی پذیرفته شد و به سمبلی از قدرت، خودمختاری و هویت قشقایی‌ها بدل شد.
لباس زنان قشقایی:
در قرن‌های نوزدهم و بیستم لباس زنان قشقایی شبیه لباس دیگر زنان عشایر جنوب غربی ایران بود. ایشان این لباس را تا ۱۹۷۰ حفظ کرده‌اند و تا ۱۹۹۰ با تفاوت‌هایی هنوز می‌پوشیدند. لباس زنان قشقایی با رنگارنگی و تنوع اش شناخته می‌شود. زن‌ها دامن چند لایه (شلیته، تنبان)، تونیک (قیناق) با شکاف در دو سمتش و ژاکت کوتاه (ارخالق) می‌پوشند. بر روی کلاه‌های کوچکشان (کلاقچه) نیز تور روسری مانندی (چارقد) می‌پوشند. پس از ۱۳۲۰ به لباس زن‌های قشقایی، پیشانی بند ابریشمی ای (یاقلُق، قالاق) نیز اضافه شد که دور سرشان (روی چارقد) می‌پیچیدند. جواهرات (گردنبند، سنجاق چارقد، گوشواره و النگو) نیز وابستگی و ثروت خانوادگی را می‌نمایانند. زنان طوایف گوناگون قشقایی معمولاً با لباس، پیشانی بند و رنگ‌های لباسشان شناخته می‌شوند. زنان قشقایی هیچ‌گاه صورتشان را نمی‌پوشاندند. در قرن اخیر تا انقلاب ۱۳۵۷ معمولاً گاهی که به شهرها می‌رفتند همانند زنان شهرنشین ایران چادر بر سر می‌کردند. زنان قشقایی لباسشان را خود از پارچه‌هایی که از شهرها و فروشنده‌های دوره‌گرد می‌خریدند می‌دوختند. ایشان کفش‌های دست‌ساز معمول در ایران را به پا می‌کنند. زنان خاصان قشقایی نیز همان لباس زنان عادی قشقایی را می‌پوشند. آنهایی نیز که از ۱۹۰۵ به شهرها آمده‌اند لباس زنان طبقه بالای شهری را می‌پوشند. کودکان قشقایی معمولاً لباس‌هایی همانند بزرگترهایشان می‌پوشند. گاهی به پسرها تا سه سالگی لباس دختران را می‌پوشند تا آل را گمراه کنند و از چشم زخم دورشان دارند.
لباس زنان و مردان ایل قشقایی در سال ۱۳۹۱ با نام رسمیِ پوشاک سنتی زنان و مردان عشایر قشقایی در کاخ گلستان تهران به ثبت ملی رسیده است.

## برخی از پیشه‌های مردم
پرورش دام
ایل قشقایی و جامعه عشایر سیار فارس، یک جامعه مولد می‌باشد که با کمترین توقع و امکانات بیشترین تولیدات و بازدهی را دارد. پرورش دام (گوسفند بز) از مهم‌ترین پیشه‌های ایل قشقایی به‌شمار می‌رود که به واسطه آن، سالانه هزاران تن گوشت قرمز، انواع فراورده‌های لبنی، پشم گوسفند و موی بز تولید می‌شود. عشایر استان فارس ۷/۵ میلیون هکتار (۶۷درصد عرصه‌های مرتعی استان) را در اختیار دارند.
تولید محصولات کشاورزی و باغی مورد نیاز
قشقایی‌ها در سردسیر و گرمسیر به کشاورزی و باغداری می‌پردازند. محصولات آن‌ها گندم، جو، برنج، حبوبات، سبزی، مرکبات و خرما است. زنان در همه کارها با مردان همکاری می‌کنند. پس از برداشت محصول و پرداخت حق مالکانه، زنان بقیه محصول را در خورجین‌ها و جوال‌ها ذخیره می‌کنند یا به فروش می‌رسانند.
امورات منزل و تولیدات لبنی
تمام کارهای خانه به عهده زن هاست. دختران و زنان ایل هر صبح از کوه و دشت، هیزم سوخت خود را گرد آوری می‌کنند و پس از آن از رودخانه یا چشمه، مشک‌های آب را پر می‌کنند و به پشت می‌گیرند و به چادر می‌آورند. سپس گندم و برنج را در هاون‌های چوبی به نام «دیوَک» می‌کوبند و پوست آن‌ها را می‌گیرند. هنگام کوبیدن، آهنگ ویژه‌ای را زیر لب زمزمه می‌کنند که آهنگ «برنج کوبی» نامیده می‌شود. پس از آن آرد را خمیر و چانه می‌کنند و از آن نان می‌پزند. نان را روی ساج‌های فلزی می‌پزند. نخست ساج را روی اجاق جلوی چادر گرم می‌کنند؛ و سپس چانه‌های خمیر را روی «نان بند» پهن می‌نمایند و روی ساج می‌اندازند تا پخته شود. تمام خوراک‌های گوناگون دیگر نیز روی همین اجاق‌های جلوی چادر تهیه می‌شود.
زنان از شیر انواع لبنیات شامل کره، ماست، کشک، قره قروت، سرشیر و جز آن تهیه می‌کنند. ماست را در مشک هایی که به سه‌پایه چوبی متصل است می‌آویزند و آنقدر تکان می‌دهند تا کره و دوغ بدست آید.
صنایع پوستی
مردم ایل از پوست گوسفند به عنوان ظروف و کارهای دیگر استفاده می‌کنند. مواردی که در آن از پوست گوسفند استفاده می‌شود مثل مشک آب، خیگ روغن، خیگ ماستینه و کیسهٔ حبوبات و مشک دوغ زنی استفاده می‌کنند. برای تهیهٔ مشک آب پس از تمیز کردن پوست و دوختن قسمت‌های مورد نیاز آن سپس در جفت یا پوست بلوط خیسانده تا محکم شود و بوی آن گرفته شود. برای تهیه مشک دوغ زنی که سخت‌تر از مشک آب است پس از تمیزکردن موهای آن، سپس آن را در آب نمک و دوغ می‌خوابانند و سپس کم‌کم لایهٔ روی آن را می‌تراشند و آن را دود می‌دهند.
تولید پوشاک و دست بافته‌های ضروری
کار دیگر زنان قشقایی، بافت پوشاک و همچنین دست بافته‌ها و مایحتاج مرتبط با آن‌ها است. زنان و دختران نخست پشم گوسفند را با دوک می‌ریسند و پس از آن که آن‌ها را رنگ کردند به صورت کلاف برای بافت آماده می‌سازند. دستباف‌ها، با دارهای زمینی و با شانه فلزی که «کرکیتْ» نامیده می‌شود بافته می‌شود. در هر دستگاهِ بافت چند تن از زنان و دختران، مدت یک یا دو ماه کار می‌کنند تا یک قطعه جاجیم یا گلیم زیبای قشقایی به وجود آوردند. نخست کلاف‌ها را سراسر دار می‌کشند و از یک سو شروع به بافتن و طرح انداختن می‌کنند. دوخت پوشاک خانواده نیز به عهده زن هاست و به‌همین جهت مادران وظیفه دارند که دوزندگی را مانند بافت جاجیم و گلیم و قالی به دختران خود بیاموزند.
پشم ریسی: درانتخاب پشم برای رنگ آمیزی از خوش‌رنگ‌ترین رنگ‌ها ازجمله:سبز، سیاه، بور و سفید استفاده می‌شود و برای استحکام بیشتر قبل ازاینکه آن را بریسند پشم‌ها را می‌زنند تا مواد خارجی آن از بین برود که برای این کار بااستفاده از دست آن را رشته رشته می‌کنند و سپس آن را با چوبک‌های باریکی می‌زنند تا صاف و باز شود. سپس آن را به شکل لوله درآورده و کلاف می‌کنند و شروع به ریسیدن می‌کنند. برای ریسیدن آن از وسیله‌ای به نام پره استفاده می‌کنند. پره میله‌ای فلزی است که چهار تیره از جنس شاخ گوسفند می‌باشد که با چرخاندن این دستگاه ساده عمل ریسندگی صورت می‌گیرد. طناب بافی: این نوع دست بافته درایل مصرف زیادی دارد و برای بستن دام، محکم کردن وسایل بر پشت حیوانات و طناب‌های تزئینی از پشم و موی بز استفاده می‌شود. برای هرنوع کاری از طناب مخصوص به خود استفاده می‌شود. برای بستن دام از طناب معمولی و برای زین اسب از طناب پهن و برای گردن اسب از طناب چهارگوش و برای بستن دام و شتر از طناب هشت لای بیضی شکل استفاده می‌کنند. در عروسی‌ها طناب‌های ظریفی که از موی سیاه و سفید بز بافته می‌شود و به آن رشمه گفته می‌شود به عروس داده می‌شود. بافت و تولید برخی ملزومات روزمره نظیر کاه کش و آب‌کش نیز در شمار وظایف زنان قشقایی است. کاه کش جوال بزرگی است که ازموی بزبافته می‌شوند و در آن علوفه دام‌ها و اسب‌ها و بعضی مواقع برای نگهداری پشم گوسفندان ازآن استفاده می‌شود. آب‌کش، خورجین بزرگی است که از موی بز بافته می‌شود و برای حمل مشک آب کاربرد دارد.
سوارکاری و شکار
کوچ و حمل و نقل بخش مهمی از زندگی قشقایی‌ها را تشکیل می‌دهد. وسیله حمل و نقل و سواری قشقایی‌ها در ییلاق و قشلاق اسب، قاطر و الاغ است و از شتر بیشتر برای بارکشی استفاده می‌شود. در قدیم تنها خان‌های قشقایی برای سواری از اتومبیل هائی مانند جیپ و لندرور استفاده می‌کردند اما امروزه بیشتر قشقایی‌ها اتومبیل دارند که برای سواری و حمل و نقل از آن‌ها استفاده می‌کنند.
یکی از سرگرمی‌های مردان قشقایی در اوقات بیکاری شکار پرندگان و جانوران دیگر است که به‌وسیله تفنگ انجام می‌گیرد. قشقایی‌ها به شکار، تیراندازی و سواری بسیار علاقه‌مندند و بیشتر آنان در این فن مهارت زیادی دارند. در بین پرندگان، کبک و تیهو برای شکار محبوبیت زیادی دارد.
سایر پیشه‌ها
قشقایی‌ها بیشتر نیازمندی‌های روزانه خود را محدود و آسان می‌کنند و به‌وسیله خود ایل مرتفع می‌سازند؛ مثلاً آرایشگران بومی، گذشته از آرایشگری نوازندگی را نیز به عهده دارند و در جشن‌ها و عروسی‌ها ساز می‌زنند و می‌خوانند. ختنه کردن کودکان نیز کار آرایشگران است.

## صنایع دستی
از مهم‌ترین صنایع دستی مردم قشقایی می‌توان به قالی‌بافی، گلیم‌بافی، جاجیم‌بافی، گبه بافی و همچنین بافته‌های رِند و بافته‌های «چرخ» اشاره کرد. به‌طور کلی تولید دستبافته‌ها از مرحله ابتدایی تا آخرین مرحله به دست زنان صورت می‌گیرد. علاوه بر این‌ها، فعالیت‌های دستی دیگری مانند طناب بافی، چیق بافی و … (برای تولید لوازم مصرفی) نیز به وسیله قشقایی‌ها انجام می‌شود که در مبحث پیشه‌های مردم قشقایی به آن‌ها اشاره شد.
قالی بافی
قالی:

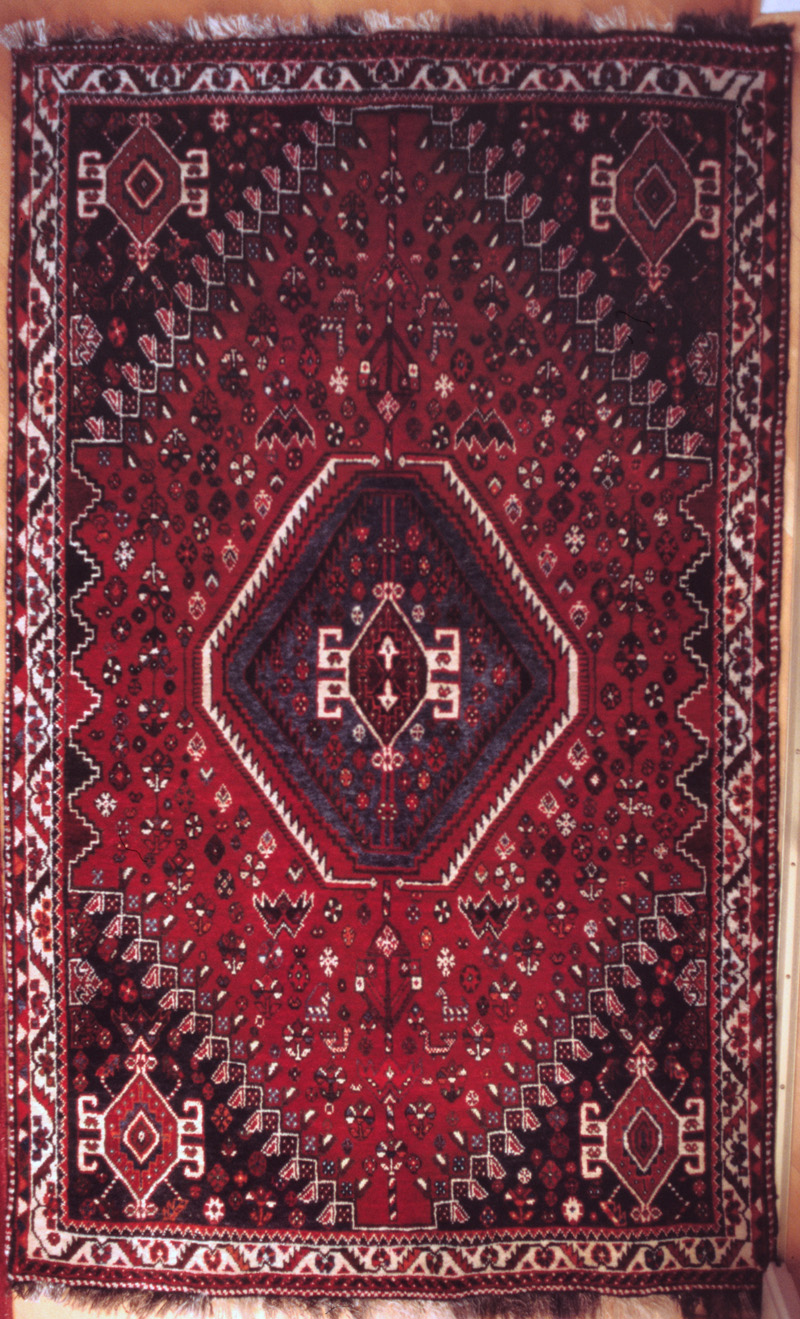
قالی قشقایی

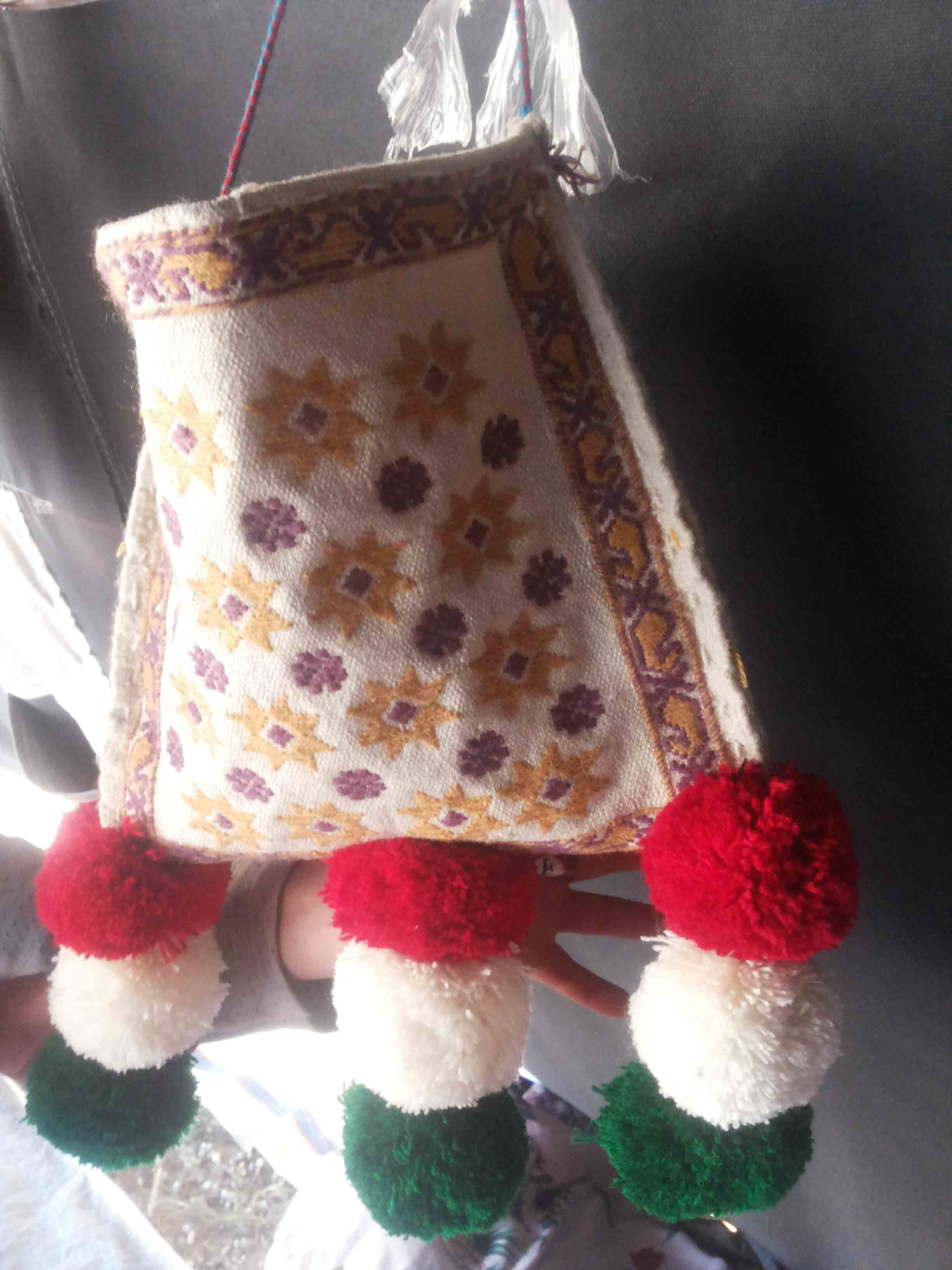
چنته

قالی قشقایی مشهورترین قالی دست باف در بین ایلات و عشایر ایران است. فرش‌های قشقایی معمولاً به طریق «ذهنی بافی» بافته می‌شود و بافندگان ایلی نقوش را تکرار می‌کنند بدون آنکه از نقشه استفاده کنند. بافندگان تازه‌کار از سرمشق‌هایی کمک می‌گیرند که «دستور» نامیده می‌شود. دار قالی ایل قشقایی مانند سایر عشایر افقی است (بر خلاف دارهای روستایی که معمولاً عمودی هستند).
رنگ قالی‌های قشقایی کاملاً متنوع است و به سلیقه و خواست بافنده ارتباط دارد. از نقش‌های مشهور می‌توان به کله‌اسبی، ماهی‌درهم، شاه‌پسند، ترمه‌گل، وزیرمخصوص، محرمات، قزل‌قیچی اشاره نمود. قالی‌های قشقایی اکثراً نرم و تا اندازه‌ای ظریف و نازک هستند و وجه تمایز آن‌ها با سایر فرش‌ها نیز همین صفات است.
چَنته:
چنته یا آینه دان یکی از دستبافت‌های عشایر قشقایی فارس است که توسط زنان بافته شده و از آن به عنوان کیسه یا کیف جهت حمل وسایل شخصی نظیر پول، توشه راه، فشنگ و… استفاده می‌شود. دختران و زنان عشایر از همان کودکی بافت چنته را فرا گرفته و هنگام رسیدن به سن ازدواج برای خانواده‌های خود چنته‌های مرغوب می‌بافند.
کیسه ای مربع شکل درابعاد۳۰در۳۰ بافته می‌شود که به آن گمپل‌هایی برای زیبایی کار افزوده می‌شود و در آن مواد ضروری بین راه و خوراکی مخصوصاً نان گذاشته می‌شود و اغلب آن‌ها از جنس قالی است. البته تعداد کمی ازآن‌ها به صورت رند و شیشه درمه هم بافته می‌شود.
گلیم‌بافی
گلیم:

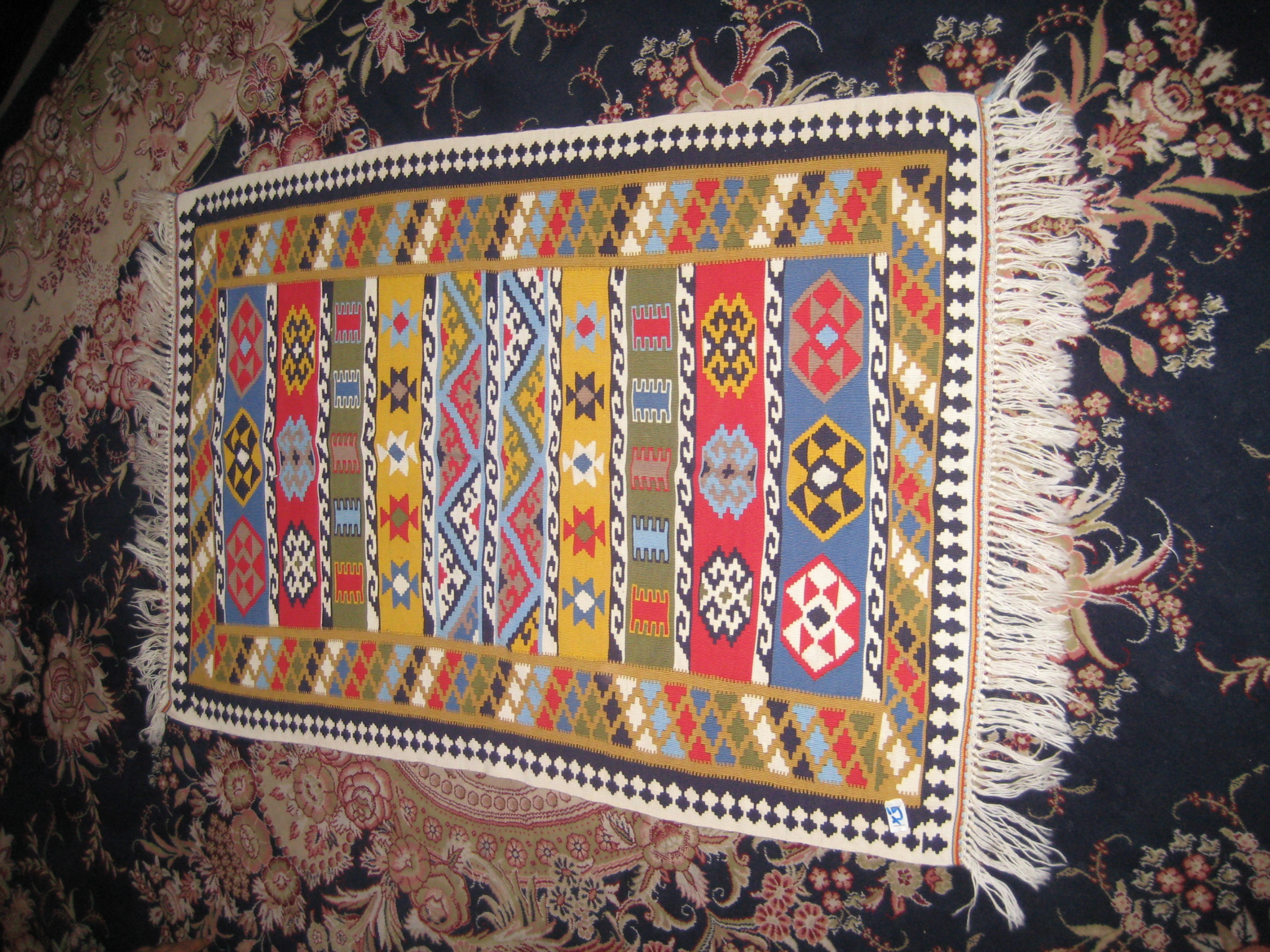
گلیم قشقایی

گلیم قشقایی به عنوان روانداز و برای تزئین چادر بافته می‌شده است و در آن معمولاً از رنگ‌های تند و روشن استفاده می‌شود.
گلیم قشقایی دارای برش چاک‌دار بوده و گاه در آن‌ها از تارهای نخی و پشم طبیعی قهوه‌ای استفاده می‌شود. عشایر قشقایی تنها ایلی هستند که هم از نخ و هم از پشم برای بافتن گلیم استفاده می‌کنند. به‌طور سنتی گلیم‌ها از پشم بافته می‌شود به جز در هند که از نخ برای بافتن گلیم استفاده می‌شود.
مهم‌ترین تولیدکننده گلیم در بین قشقایی‌ها، دره شوری‌ها هستند. عمده‌ترین نقش‌مایه‌های گلیم قشقایی، لچک ترنج و محرمات است. گلیم قشقایی در آبان سال ۱۳۹۲ موفق به دریافت نشان اصالت یونسکو شد.
جاجیم‌بافی
جاجیم:

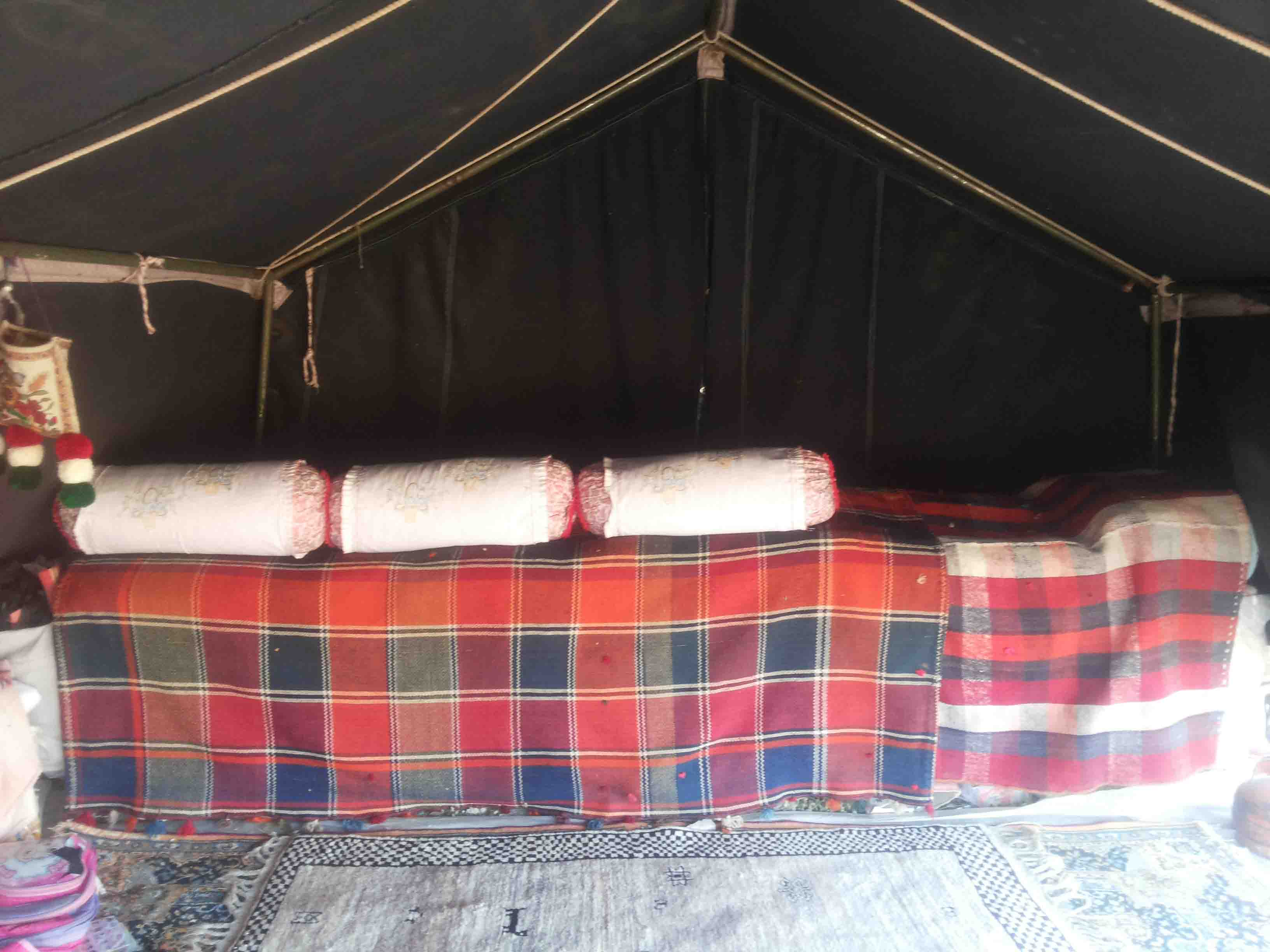
<جاجیم>

مردم قشقایی جاجیم را برای پوشاندن رختخواب و اثاثیه درون چادر استفاده می‌کنند. جاجیم‌های کوچک به عنوان روانداز نیز کاربرد دارد. جاجیم به رنگهای مختلف بافته می‌شود و رنگ‌های روشن در بافت آن بیشتر به کارمی رود. معمولاً تار و پود آن هم رنگ است. نقوش جاجیم که برای تزیین آن به کار می‌رود عبارتند از نقش شطرنجی، نقش کنگره، نقش موازی، نقش لوزی و غیره.
مواد اولیه جاجیم از پشم است و بافت آن شبیه گلیم است، با این تفاوت که جاجیم در چهار تخته بافته می‌شود و پس از بافتن به هم متصل و دوخته می‌شود.
خوابگاه یا مفرش:
خوابگاه یا «مفرش» به شکل مکعب مستطیل و معمولاً از جنس جاجیم و رنگارنگ است. اندازهٔ تقریبی آن ۸۰×۸۰×۱۵۰ سانتیمتر است و به‌وسیله بندهای چرمی و قلابهای (نر و ماده) بسته می‌شود. خوابگاه دو دستگیره چرمی در دو طرف دارد. عشایر قشقایی از مفرش برای جای دادن رختخواب و البسه استفاده می‌کنند. مفرش از وسایل اصلی هر سیاه چادر و هر خانواده ایلی است.
گبه بافی
گَبه:

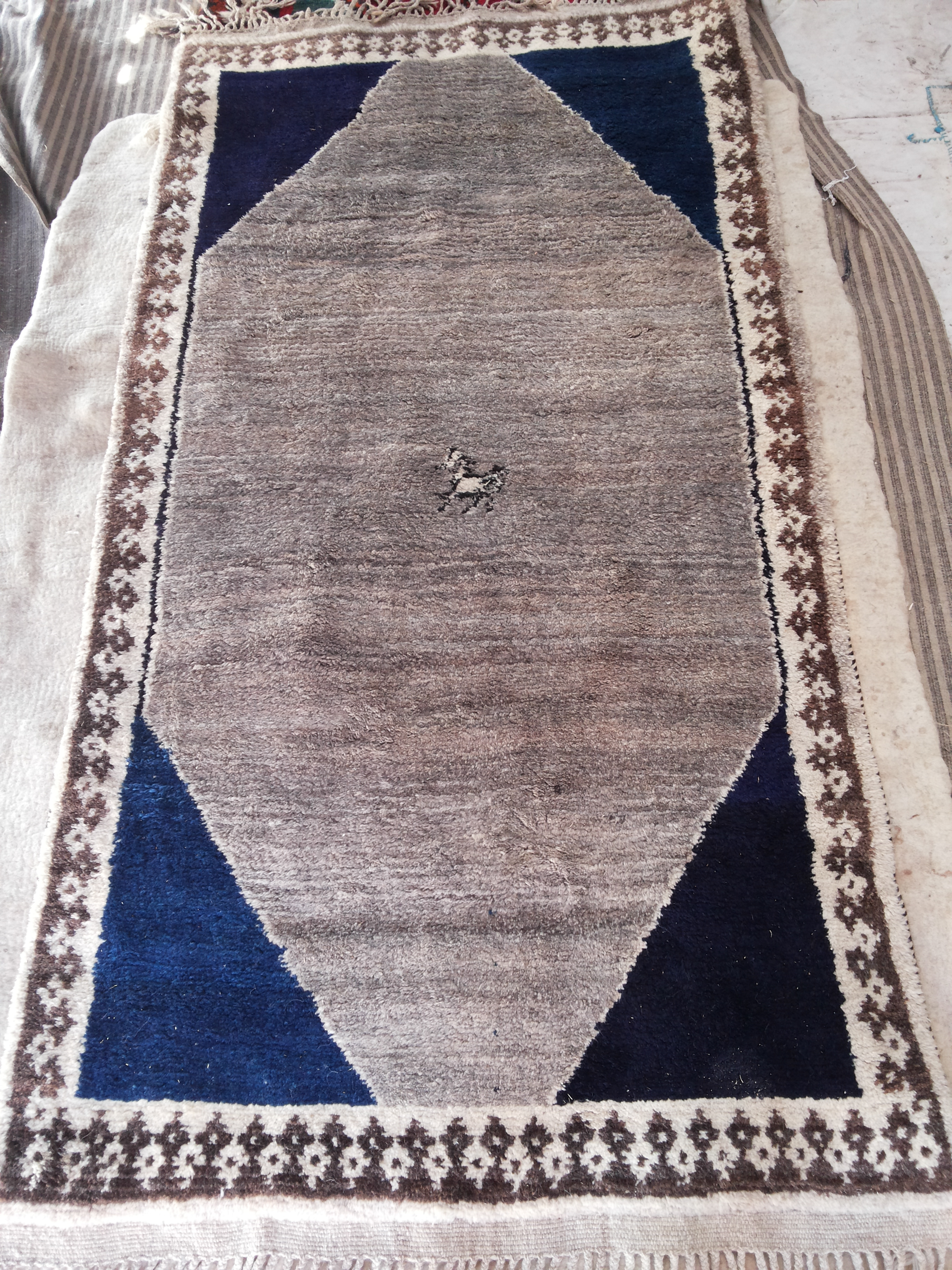
گبه

گَبِّه یا «قالیچه خرسک» نوعی قالی گره بافته (معمولاً درشت بافت) است که در اندازه کوچک توسط عشایر قشقایی بافته می‌شود. گبه پرزهای بلند دارد و در بافت آن شمار پود بیشتری به کار می‌رود که تأثیر چشمگیری بر نرمی گبه می‌گذارد. تعداد پود برخی از گبه‌ها گاهی از سه تا هشت پود در هر رج و بلندی پرزها تا یک سانتی‌متر هم می‌رسد.
در گبه‌های قشقایی برخلاف گبه‌های سایر نواحی ایران که خودرنگ است، بافنده از رنگ‌ها و نقش‌های متفاوتی استفاده می‌کند. البته گبه‌هایی با نقش ساده با زمینه‌ای یکرنگ یا رنگهای محدود نیز بافته می‌شود. از نقش‌های مورد علاقه مردم قشقایی نقش شیر است که علاوه بر اهمیت باستانی این نقش مظهر جوانمردی است و بی ارتباط با وجود شیر در منطقه کامفیروز و دشت ارژن فارس نیست. نقش‌های لچک ترنج، ستاره، نقش خشتی و نقش حیوانات مختلف نیز در گبه بافی کاربرد دارد. گبه‌های قشقایی تمام پشم هستند و تار آن‌ها نیز پشمی است.
چَرخ بافی
چرخ بافی یکی از انواع دست بافته‌های عشایر قشقایی است. در چرخ بافی، تارها به وسیله دوجفت (چهار عدد) کمان بالا و پایین شده و پس از باز شدن دهانه، پودهای الوان عبور داده می‌شود. یک پود (زمینه) همواره در عرض بافته حرکت می‌کند، و دو عدد پود رنگی با تغییر محل دوجفت کمان یادشده و جابجا شدن تارها (تعویض دهانه) نقوش را پدیدار می‌نمایند. نقوش از به هم پیوستن لوزی‌های رنگی به وجود می‌آیند. تارها از جنس نخ پنبه‌ای پُر تاب و سفید، و پودها از الیاف الوان پشمی می‌باشند. موارد کاربُرد آن در نزد عشایر تهیه وسیله‌ای برای حمل و نقل اثاثیه، زیراندازی سبک و سیار مصارف محلی می‌باشد.
تعداد زیادی از لوازم کاربردی و مصرفی دست باف عشایر قشقایی، از طریق چرخ بافی تولید می‌شود.
تیردان:
کیسهٔ بلند پشمی می‌باشد که درابعاد ۲۵در۶۰ یا ۳۰در۸۰ بافته می‌شود و در آن از طرح چرخ بافت استفاده می‌شود و در آن وسایلی مانند:سیخ کباب، جاروی نان، آبزن، وسایل نان پزی، نان برگردان و وسایل ریسندگی مانند پره و دوک گذاشته می‌شود.
نمکدان یا توبره نمک:
کیسه‌ای پشمی می‌باشد که به صورت چرخ‌بافت بافته می‌شود و قسمت دهان آن باریک و۲۰سانتی‌متر و قسمت پایینی آن تقریباً ۵۰ سانتی‌متر بوده و در آن نمک می‌ریزند و آن را به گوشهٔ چادر می‌آویزند تا رطوبت نگیرد.
جوال:
کیسه‌ای از جنس پشم درابعاد ۶۰در۸۰ و طرح چرخ‌بافت بافته می‌شود و دو دستگیرهٔ محکم در دو طرف برای جابه جایی آن گذاشته می‌شود و در آن موادی چون: جو، برنج، آرد و حبوبات گذاشته می‌شود و در خانواده‌های کم‌بضاعت به جای جوال از خورجینی به نام خوره استفاده می‌شود که از نوع چرخ‌بافت هم ساده‌تر بافته می‌شود.
بَلَدان:
به صورت یک کیسهٔ بلندی بافته می‌شود که در آن تیرنان پزی، انبر، دوک نخ تابی، پرهٔ نخ ریسی، نان برگردان و… گذاشته می‌شود.
رِندبافی
«رِند» نوعی گلیم بسیار ریزبافت است که به آن «سوزنی» هم می‌گویند. شیوه بافت آن مانند ورنی و شیرکی پیچ به طریق پودپیچی است. این بافته، جنبه خودمصرفی دارد و به علت وقت گیر بودن، تنها در مناطق قشلاقی ایل بافته می‌شود. در این نوع بافته به علت پودپیچی به دور تارها و استفاده از پود نازک و قطع نکردن پودهای اضافی، بافته‌ای که به دست می‌آید یک رو بوده و می‌توان پودهای اضافی را دید. رنگ این نوع بافته معمولاً تیره و روشن و نقوش آن همان نقوشی است که در قالی و گلیم به کار می‌رود. به دلیل سختی و زمان بر بودن، معمولاً فرش‌های بزرگ را با این طرح‌ها نمی‌بافند و صنایع دستی کوچکتر مانند چنته، خورجین، نمک‌دان، تیردان و گاهی مفرش (خوابگاه) را به این روش می‌بافند.

## نامداران
- از مشاهیر ایل قشقایی، اسماعیل خان قشقایی معروف به صولت‌الدوله سردار عشایر است (متولد ۱۲۵۷شمسی/۱۲۹۵ قمری). سابقه مبارزات وی در دوران مشروطه و همچنین در جنگ با نظامیان انگلیسی در جنگ جهانی اول بسیار قابل توجه است. وی از ایلخان‌های صاحب نام قشقایی است که نقش مهمی در تاریخ ایل قشقایی و همچنین در وقایع سیاسی کشور داشته است. صولت‌الدوله در شانزدهم مهر ۱۳۱۱ در زندان قصر تهران درگذشت.[۷۵]
- یکی دیگر از مشاهیر ایل قشقایی، جهانگیرخان قشقایی از طایفه دره‌شوری (متولد ۱۲۰۶ خورشیدی/۱۲۴۳ قمری) است که تا ۴۰ سالگی همراه ایل کوچ می‌کرده و از تحصیلات مکتبی ابتدایی برخوردار بوده است. او در سفر به اصفهان برای تعمیر سه‌تار خود با فردی برخورد می‌کند که به او توصیه می‌کند دنبال علم برود. از شاگردان برجسته وی می‌توان به محمدعلی شاه‌آبادی، سید حسین طباطبایی بروجردی، سید حسن مدرس، نخودکی اصفهانی و… اشاره کرد. وی در سال ۱۲۸۹ شمسی (۱۳۲۸ قمری) درگذشت و در «تخت فولاد اصفهان» به خاک سپرده شد.[۷۶]
- حاج ایازخان قشقایی نویسنده سفرنامه حج و عتبات عالیات در دوره احمدشاه قاجار (نویسنده اولین سفرنامه قشقایی) از دیگر مشاهیر قشقایی است. وی مشاور و معتمد اسماعیل خان صولت الدوله قشقایی و از مشاهیر قشقایی در دوران جنگ جهانی اول به‌شمار می‌رود. او متولد ۱۲۸۷ قمری (۱۲۴۸ خورشیدی) بوده و در سال ۱۳۵۸ قمری (۱۳۱۸ خورشیدی) درگذشته است.[۷۷]
- محمدابراهیم متخلص به مأذون قشقایی، شاعر صاحب نام قشقایی از تیره قادرلو بوربور طایفهٔ عمله می‌باشد. او متولد سال ۱۲۴۶ قمری است و در سال ۱۳۱۳ قمری فوت نموده است. ماذون اشعار عارفانه و عاشقانه به زبان‌های فارسی و ترکی قشقایی دارد و شهباز شهبازی (گردآورنده اشعار شعرای قشقایی) او را بزرگ‌ترین شاعر قشقایی می‌داند.[۷۸]

## طایفه‌ها

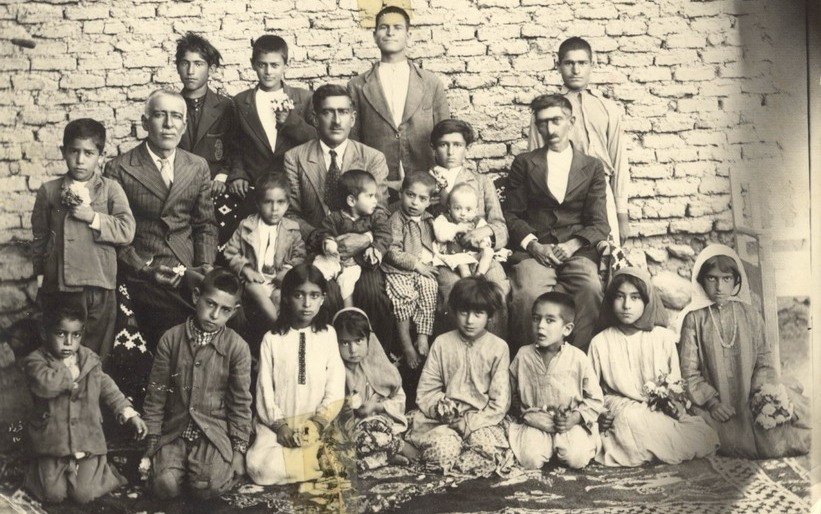
خوانین طایفه کشکولی و فرزندانشان در دوران رضاشاه

اتحادیه ایلی قشقایی از پنج طایفه بزرگ تشکیل شده‌بود.
- طایفه عمله

این طایفه، طایفه فرمانده اتحادیه ایلی قشقایی است. ایشان در اصل کارگزاران و جنگاورانی بودند از طایفه‌های دیگر که جهت انجام کارهای ایلخانی جمع‌آوری شدند. در دوره رضاشاه که بسیاری از قشقایی مجبور به ترک زندگی عشایری شدند، افراد دیگر طایفه‌ها به طایفه قدرتمند عمله پیوستند و از این رو پس از کنار رفتن رضاشاه، جمعیت طایفه دوبرابر شد. پس از آن نیز محمدناصرخان، ایلخانی قشقایی، بسیاری از طایفه‌های را که در نتیجه سیاست‌های خشن رضاشاه، کلانترهای خود را از دست داده‌بودند، بخشی از طایفه عمله کرد.
- طایفه فارسیمدان

فارسیمدان‌ها معتقدند که اصل آن‌ها از طایفه خلج می‌باشد و قبل از نقل مکان به جنوب ایران، در منطقه خلجستان اقامت داشته‌اند. نام اولیه این طایفه، ایمور بوده که از طوایف مستقل بوده و سپس در ایل قشقایی ادغام شدند. قشلاق آنها منطقه دادین کازرون و ییلاق شان منطقه پادنا سمیرم بوده است. بیشتر فارسیمدان‌ها اکنون در بخش جره و بالاده یکجانشین شده‌اند. یکی از مهم‌ترین تیره‌های فارسیمدان تیره عمله است که اکنون در شهرک مرادی از توابع بخش ارژن شهرستان شیراز اسکان شده‌اند. طایفه فارسیمدان از اواخر قرن شانزدهم میلادی، در فارس حضور داشته است.
- طایفه دره‌شوری

نام این طایفه را برگرفته از سکونتگاه تابستانی‌شان یعنی دره‌شور می‌دانند، به ایشان همچنین دره‌شولی نیز می‌گویند که مینورسکی معتقد است که با قوم شول ارتباط دارد. ایشان را بازماندگان جنگاوران قزلباشی می‌دانند که در زمان شاه عباس بزرگ به منطقه آورده شده‌اند و در دوره کریم‌خان زند به اتحادیه ایلی قشقایی پیوسته‌اند. ایشان بزرگ‌ترین پرورش‌دهندگان و صاحبان اسب در میان قشقایی‌ها بودند، در نتیجه سیاست‌های رضاشاه دره‌شوری‌ها نزدیک به ۸۰ تا ۹۰ درصد اسب‌هایشان را از دست دادند.
- طایفه شش بلوکی

این ایل از پرجمعیت‌ترین طوایف قشقایی است که در پرورش و نگهداری دام مهارت فراوان دارند. طایفه شش بلوکی اغلب دارای تیره‌های بسیار قدیمی و از همان ترکان عراقی یعنی مهاجران اولیه می‌باشد.
- طایفه کشکولی بزرگ و طایفه کشکولی کوچک

طایفه «کشکولی» احتمالاً از اقوام ترک بوده و پس از سقوط سلسله زندیه در اواخر قرن هجدهم گروه‌هایی از کردها و لرها را به خود جذب کرده است. ریشه خانواده‌های حاکم بر این طایفه (کلانتر) این طایفه به زندیه بر می‌گردد. در سال‌های قبل از جنگ جهانی اول کلانتران و خوانین طایفه کشکولی از دولت انگلستان حمایت کردند و پس از جنگ جهانی اول، صولت الدوله کشکولی‌ها را تنبیه کرد. او کلانتران کشکولی را که به مخالفت با او برخاسته بودند عزل کرد و قدرت طایفه کشکولی را تنزل داد. از این پس دو گروه را از طایفه کشکولی جدا کرد و به آن‌ها هویت طایفه‌های مستقل داد. این دو گروه «قراچه‌ای» و طایفه کشکولی کوچک نام گرفتند. باقی‌مانده طایفه کشکولی، تحت نام طایفه کشکولی بزرگ خوانده می‌شوند.